# Egypte (land)
Egypte (uitspraak: [eˈɣɪptə]; Arabisch: مصر, Miṣr), officieel de Arabische Republiek Egypte (Arabisch: جمهوريّة مصر العربيّة, Jumhūriyat Miṣr al-`Arabīyah; uitspraakⓘ), is een semipresidentiële republiek gelegen in het noordoosten van Afrika en het zuidwesten van Azië. De hoofdstad is Caïro. Egypte grenst aan de Middellandse Zee in het noorden, de Gazastrook en Israël in het noordoosten, de Rode Zee in het oosten, Soedan in het zuiden en Libië in het westen.
Egypte heeft een oppervlakte van 1.001.450 km². Met meer dan 100 miljoen inwoners is Egypte het meest bevolkte land in Noord-Afrika, het Midden-Oosten en de Arabische wereld en het op twee na meest bevolkte land van Afrika (na Nigeria en Ethiopië). De overgrote meerderheid van de bevolking woont in stedelijke centra als Caïro of Alexandrië of in de buurt van de vruchtbare oevers van de rivier de Nijl, een gebied van ongeveer 40.000 vierkante kilometer, waar het enige landbouwland van Egypte wordt gevonden. De rest van het land (veruit het grootste deel) wordt bedekt door woestijnen als de Sahara en de Sinaï.
Het Oude Egypte was een van de vroegste beschavingen ter wereld en is in het huidige Egypte nog terug te zien in de vorm van enkele beroemde bouwwerken, zoals de Sfinx en de piramiden van Gizeh en de archeologische sites rond Luxor. Het rijke culturele erfgoed van Egypte maakt integraal deel uit van zijn nationale identiteit, die verschillende buitenlandse invloeden heeft gekend.
Van de 16e tot het begin van de 20e eeuw werd Egypte geregeerd door buitenlandse keizerlijke machten. In 1922 werd het deels onafhankelijk van het Britse Rijk als een monarchie. Na de revolutie van 1952 verdreven de Egyptenaren de Britse soldaten en bureaucraten die het eigenlijk nog altijd voor het zeggen hadden in het land en nationaliseerden het door de Britten bezette Suezkanaal. Koning Farouk werd afgezet en Egypte werd een republiek. Gedurende de tweede helft van de 20e eeuw onderging Egypte sociale en religieuze conflicten en politieke instabiliteit en vocht ze verschillende gewapende conflicten met Israël. In 1978 tekende Egypte de Camp Davidakkoorden, trok zich officieel terug uit de Gazastrook en erkende Israël. Het land staat nog steeds voor problemen als politieke onrust, waaronder de revolutie van 2011 en de nasleep daarvan, terrorisme en economische onderontwikkeling.
Internationaal gezien is Egypte lid van onder meer de Verenigde Naties, de WTO en de Arabische Liga, waarvan het hoofdkantoor zich in Caïro bevindt. De islam is de officiële religie van Egypte en het Arabisch de officiële taal.

## Etymologie
De naam Egypte is ontstaan in het oude Griekenland. Er zijn twee theorieën over de oorsprong van de naam bekend:
- In de loop der tijd werd de naam van een belangrijk heiligdom in Memphis, 'Hwt-ka-Ptah', gehanteerd voor het gehele gebied. Hwt-ka-Ptah betekent 'Huis van de Geest van Ptah' en werd in het Grieks vertaald als 'Αι γυ πτος' of 'Aiguptos', de naam die men (in verbasterde vorm) nog steeds hanteert.
- Een tweede mogelijke verklaring van de naam komt ook uit het Grieks (Strabo): het Griekse Αἰγαίου ὕπτιος ("Aigaiou huptios") betekent zoveel als "onder het Egeïsche".

De Arabische naam van Egypte is Miṣr. Deze naam is van semitische oorsprong. De naam lijkt zeer sterk op het oorspronkelijke Assyrische Miṣir/Muṣur, maar is ook met het Hebreeuwse מִצְרַיִם (Mitzráyim) verwant. Het betekent land of staat. Hier werd oorspronkelijk Opper-Egypte mee bedoeld, maar het werd uiteindelijk de naam van het hele land. In het Egyptische dialect zegt men overigens niet Miṣr maar Maṣr.

## Geschiedenis

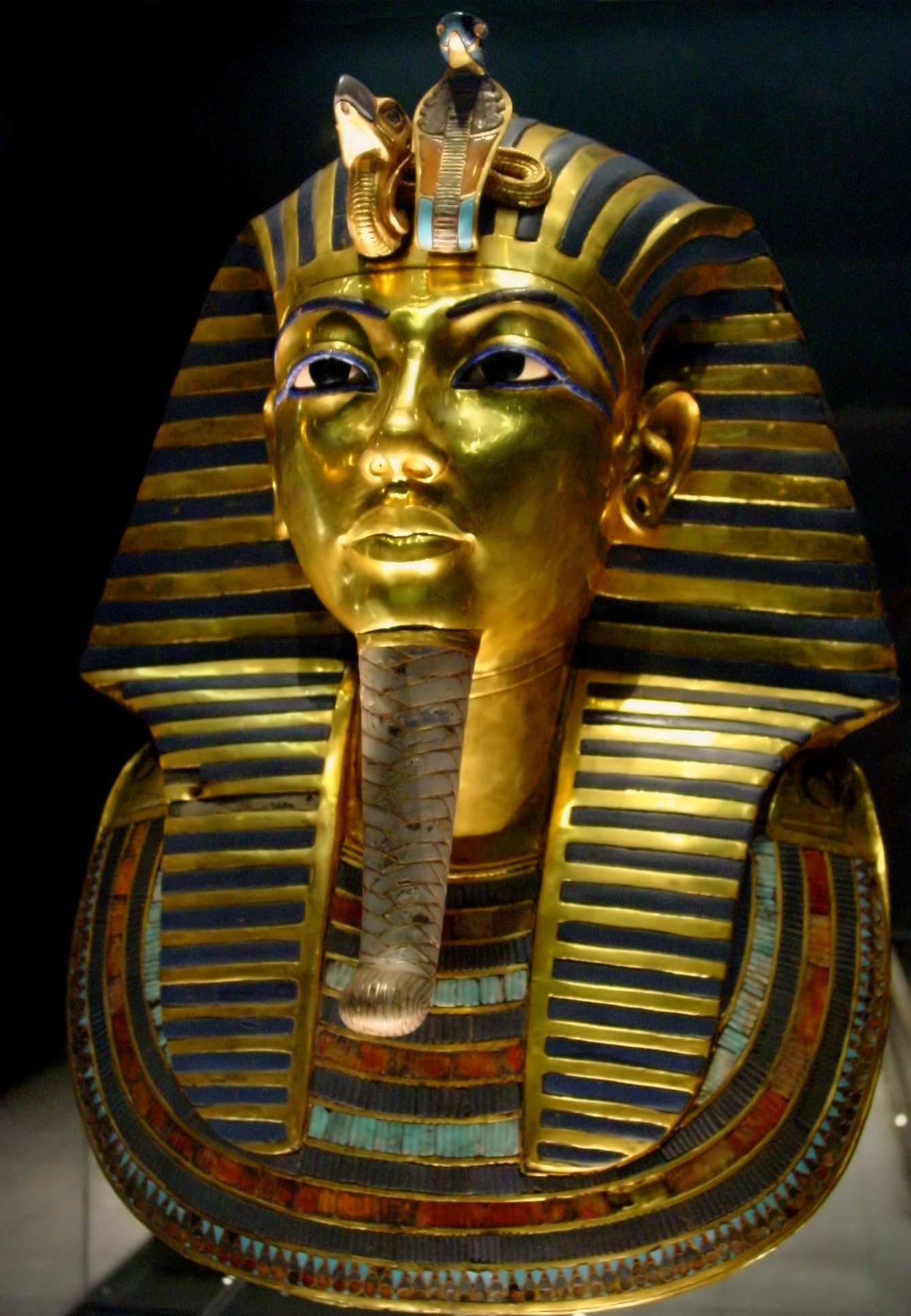
Gouden masker van de mummie van Toetanchamon

### Het oude Egypte
De jaarlijkse overstromingen van de Nijl zorgden voor vruchtbare grond waarop landbouw mogelijk was en een van 's werelds grootste oude beschavingen kon floreren. Het eerste verenigde koninkrijk werd gesticht rond 3200 v.Chr. door koning Menes. Verschillende dynastieën regeerden over Egypte voor de daaropvolgende drie millennia. De Egyptische cultuur bloeide tijdens deze lange periode, op het gebied van wetenschap, architectuur, religie en mythologie, kunst, taal en het hiërogliefenschrift.

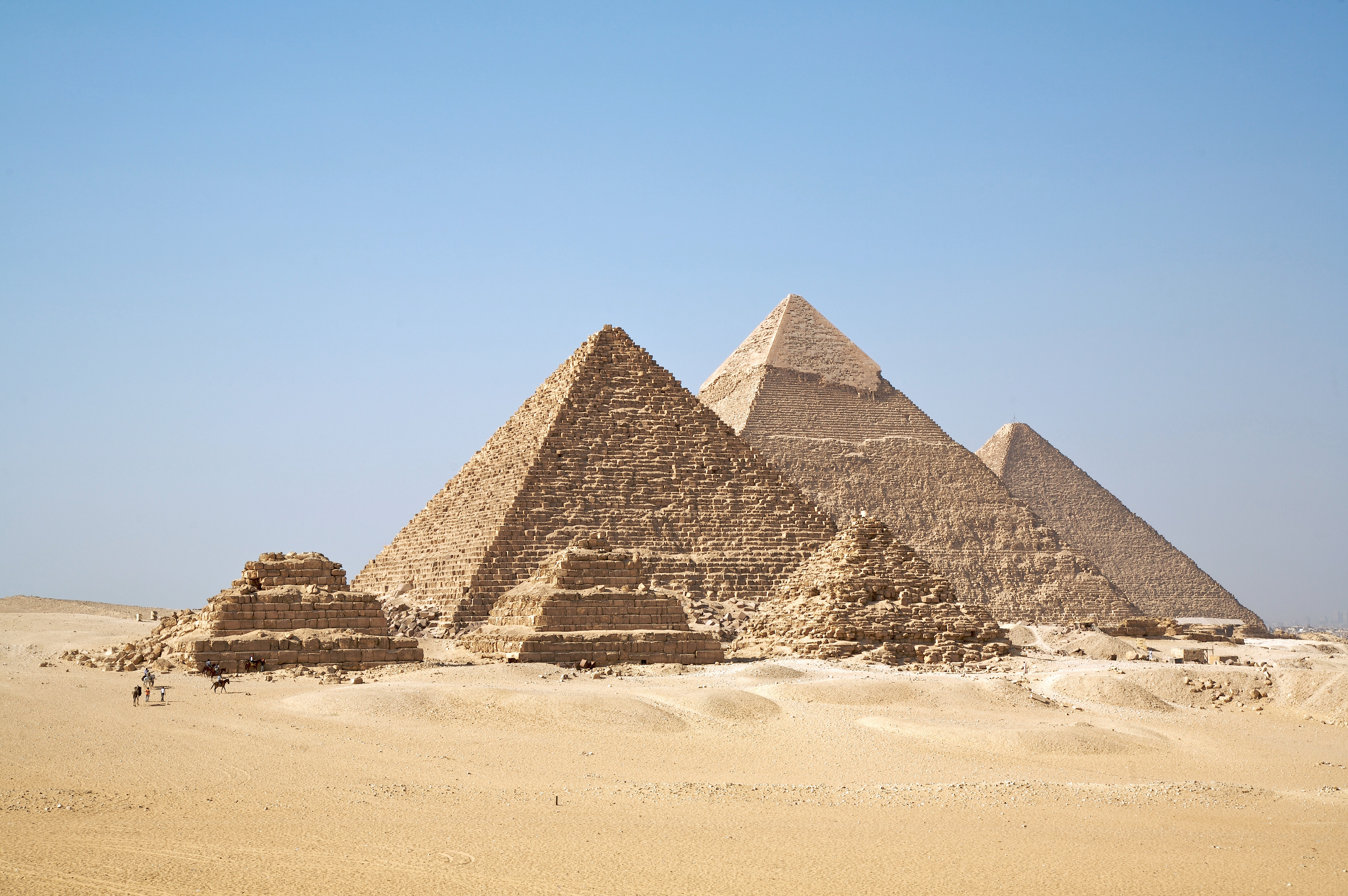
De piramiden van Gizeh, gebouwd in de periode van het Oude Rijk (derde millennium voor Christus)

Tot aan de 18e dynastie werden vele piramides gebouwd om Egyptische Koningen en Koninginnen (de farao's) in te begraven. De beroemdste zijn de Piramiden van Gizeh bij Caïro. Vanaf de 18e dynastie werden de graven uitgehouwen in de Vallei der Koningen en Vallei der Koninginnen nabij de historische stad Thebe (nu: Luxor). Met de 18e dynastie begint ook de periode van het Nieuwe Rijk, waarin de meest bekende farao's regeerden, waaronder Hatshepsut, Thoetmosis III, Achnaton en zijn vrouw Nefertiti, Toetanchamon en Ramses II. Die laatste wordt vaak beschouwd als de grootste aller farao's.
De laatste 'echt Egyptische' dynastie, de dertigste dynastie, werd in 341 v.Chr. door de Perzische Achaemeniden verslagen. Vervolgens werd Egypte door diverse buitenlandse mogendheden geregeerd. De verovering door Alexander de Grote (die de stad Alexandrië stichtte aan de westrand van de Nijldelta) luidde de Griekse periode in Egypte in, gevolgd door de Romeinse en Byzantijnse.

### Geschiedenis van modern Egypte
Het waren de islamitische Arabieren die in de zevende eeuw de islam en het Arabisch in het land introduceerden. Het land viel in eerste instantie onder het Arabische Rijk geregeerd door de Kalief, maar werd eerst min of meer zelfstandig en later overheerst door de Fatimiden, die een tegen-kalifaat stichtten. Na de kruistochten, waarbij de christelijke ridders nooit echt voet aan de grond kregen in Egypte, was het de Turkse slavenklasse van mammelukken die een dynastie stichtte in Egypte. In 1517 veroverde het Ottomaanse Rijk Egypte en vanaf toen regeerden de mammelukken in naam van de Ottomanen.

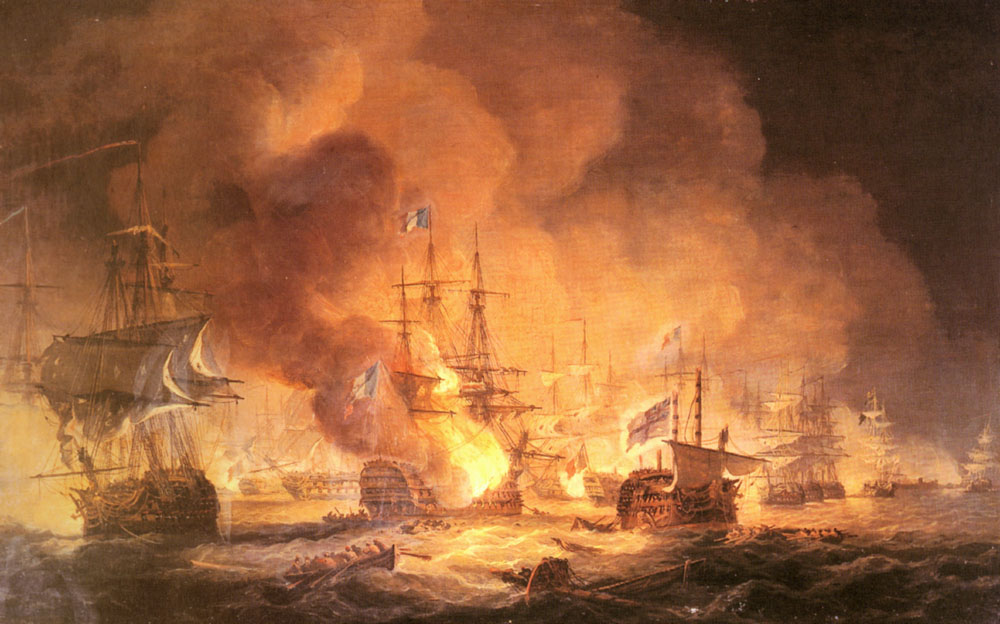
De Britten, geleid door Horatio Nelson, verslaan de Fransen bij de Slag op de Nijl (1798)

In 1798 werd het land voor een periode van negen maanden bezet door Franse expeditietroepen onder leiding van generaal Napoleon Bonaparte. Nadat de Britten onder leiding van admiraal Horatio Nelson een kustblokkade instelden, ontvluchtte Napoleon het land met achterlating van zijn leger.
In de negentiende eeuw werd Egypte een belangrijk land voor de Europese kolonialisten. Met name de aanleg (gefinancierd met Brits en Frans kapitaal) van het Suezkanaal maakte het land strategisch zeer belangrijk. De Britten waren zeer royaal met het verstrekken van leningen en spoedig zat Egypte zo diep in de schulden, dat het compleet afhankelijk was van de Britten. In 1882 namen de Britten Egypte over, maar de kedive (onderkoning) zwoer officieel zijn trouw aan de Ottomaanse sultan.
In de Eerste Wereldoorlog werd Egypte een Brits protectoraat. In 1922 werd het land het gedeeltelijk van het Verenigd Koninkrijk onafhankelijke Koninkrijk Egypte en werd in naam geëxperimenteerd met democratie, maar achter de schermen hielden de Britten het land stevig in hun greep.

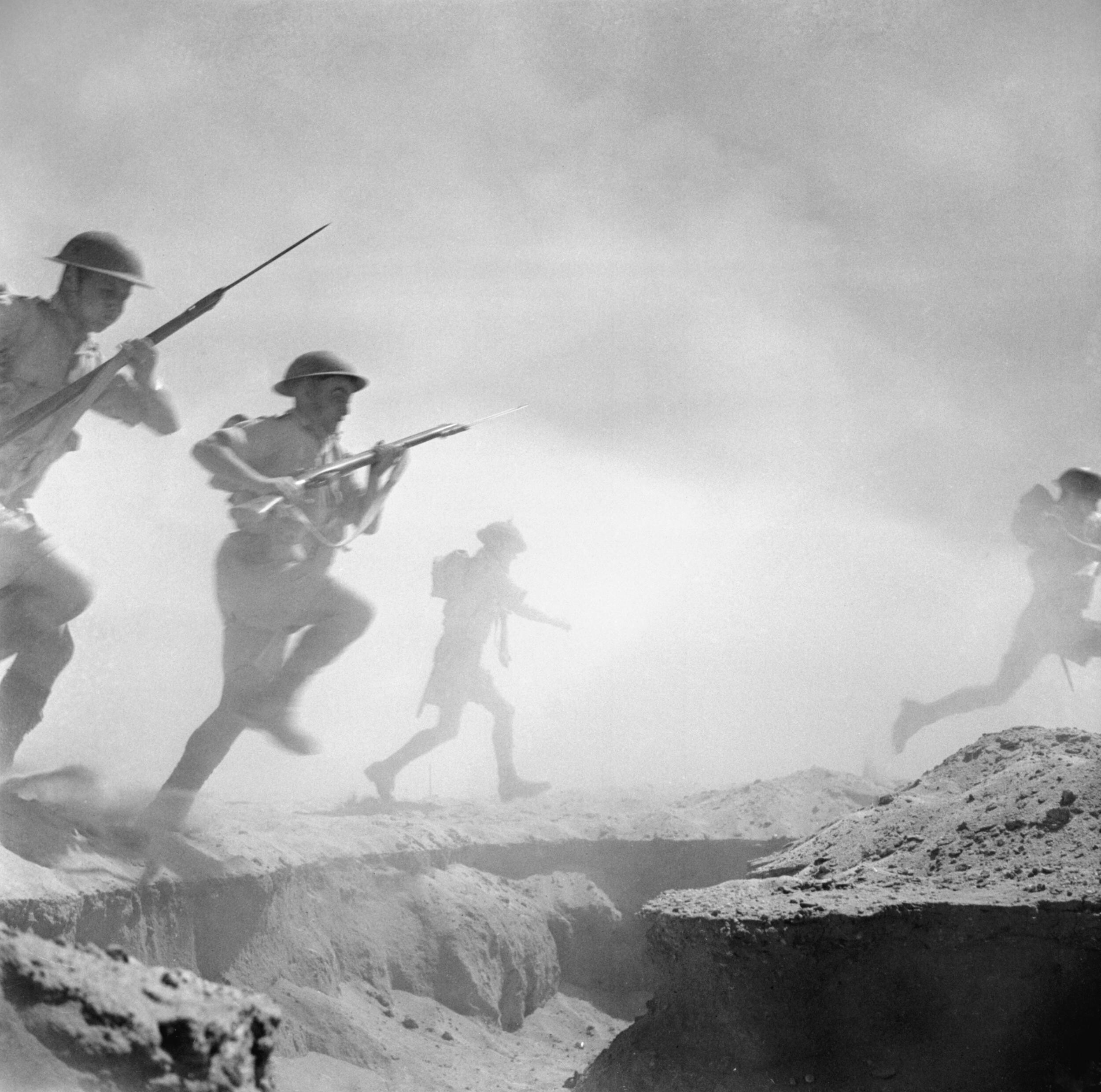
Britse soldaten tijdens de Tweede Slag bij El Alamein (1942)

Tijdens de Tweede Wereldoorlog werden de Britten bijgestaan door ANZAC-troepen in het behouden van het strategisch gelegen land. Tegelijk werden vanuit Egypte de offensieven tegen de Asmogendheden gelanceerd, eerst in 1941 in Abessinië en in Libië (tegen de Italianen) en op Kreta (tegen de Duitsers), in 1942 tegen het Afrika-korps van Erwin Rommel dat bij het in het westen gelegen El Alamein teruggeslagen werd en in 1944 richting Griekenland en Joegoslavië. Gedurende de gehele Wereldoorlog vertrokken er konvooien van en naar Gibraltar om Malta te bevoorraden. Het Suezkanaal diende als doorvoer van troepen van en naar Brits-Indië, Australië en Nieuw-Zeeland en naar de troepen die tegen de Japanners vochten.
Na de Tweede Wereldoorlog nam de al sinds de negentiende eeuw bestaande onvrede over de grote Britse invloed in het land verder toe. In 1952 werd een staatsgreep gepleegd waarbij koning Faroek werd afgezet en generaal Mohammed Naguib als president benoemd werd. Egypte werd een republiek. In 1956 werd Gamal Abdel Nasser, de werkelijke architect van de revolutie, president. Zijn politiek van het nasserisme, een combinatie van Arabisch nationalisme en socialisme, was bijzonder populair in het land en de verdere Arabische regio. Door Nassers nationalisatie van het Suezkanaal werd de woede van het Verenigd Koninkrijk en Frankrijk gewekt. Deze landen vormden met Israël een complot, wat leidde tot de Suezcrisis van 1956.
Tussen 1958 en 1961 vormden Egypte en Syrië een unie, de Verenigde Arabische Republiek (VAR) en een confederatie met Noord-Jemen onder de naam Verenigde Arabische Staten (VAS). Zowel de VAR als de VAS viel voor einde 1961 uiteen over de kwestie van het leiderschap.
In de Zesdaagse Oorlog (juni 1967) werd de Sinaï door Israël bezet, maar belangrijk was evenzeer dat de samenwerkende legers van Syrië, Jordanië en Egypte zo snel en eenvoudig door de Israëliërs verslagen konden worden; president Nasser trad daarop af. Tijdens de Jom Kipoeroorlog in oktober 1973 probeerden Syrië en Egypte Israël opnieuw aan te vallen, maar dat mislukte. In 1978 werden tussen Egypte en Israël de Camp David-akkoorden getekend, wat tot betere onderlinge betrekkingen leidde. De Sinaï werd teruggegeven aan Egypte.
In januari 1977 brak het zogeheten Broodoproer uit toen de regering besloot de al twintig jaar bestaande subsidies op een aantal eerste levensbehoeften af te schaffen, dit op advies van diverse financiële hulpverleners zoals de rijke Arabische landen, het IMF en de Wereldbank. In onder meer Caïro, Alexandrië en Aswan gingen duizenden burgers de straat op en kwam het tot vernielingen, brandstichtingen en gevechten met de politie waarbij 70 doden en 800 gewonden vielen. President Sadat trok ijlings het besluit tot afschaffing van de subsidies in. Stakingen en demonstraties werden verboden en vooral linkse activisten/journalisten en intellectuelen werden massaal gearresteerd. Nadat president Anwar Sadat in 1981 door islamitische extremisten werd vermoord, werd hij opgevolgd door zijn voormalige vicepresident Hosni Moebarak. Deze leidde bijna dertig jaar het land praktisch als dictator.

### Recente geschiedenis

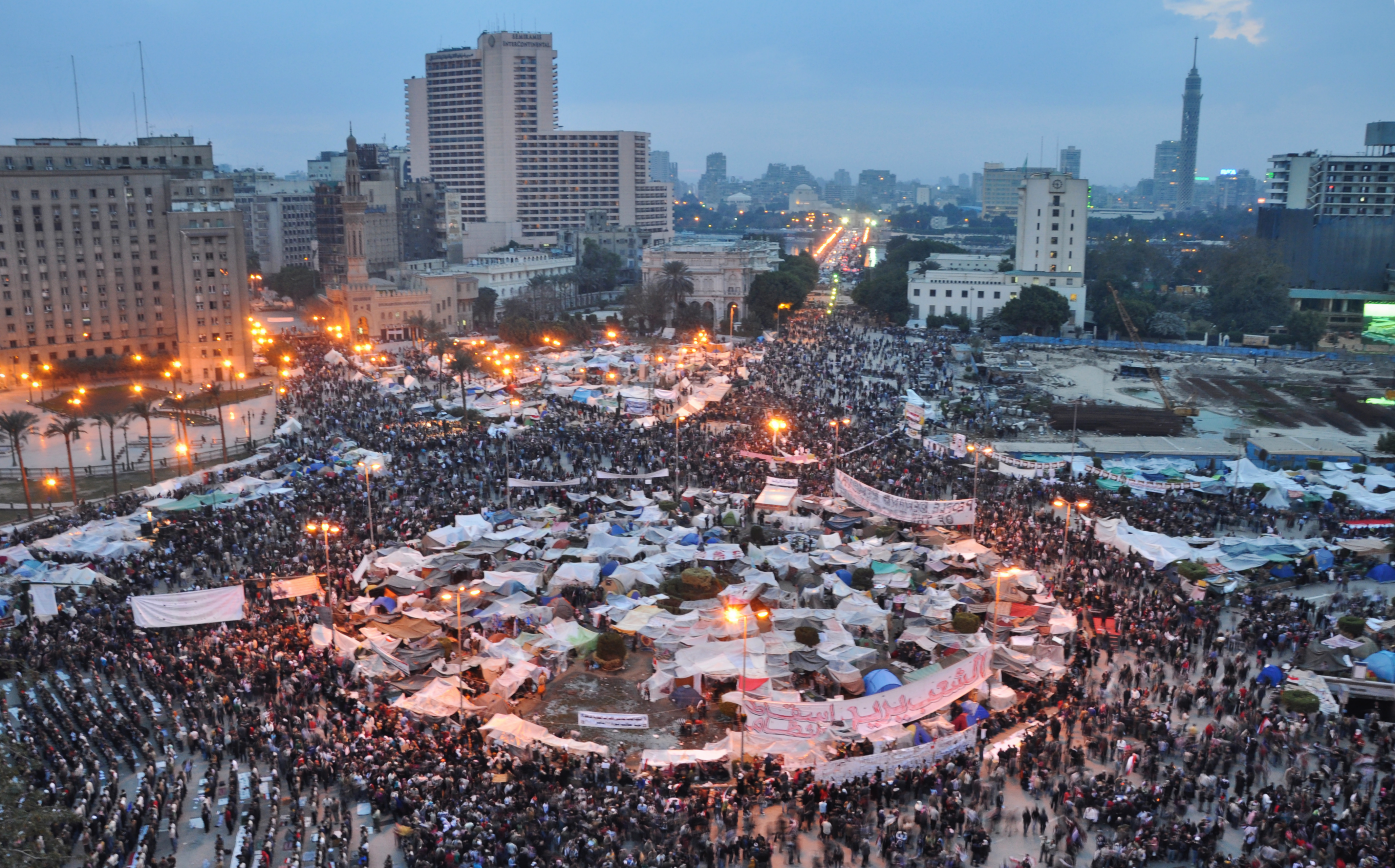
Een vol Tahrirplein (Caïro) op 8 februari 2011

Na de geslaagde Jasmijnrevolutie in Tunesië tegen het autoritaire regime, braken in januari 2011 ook in diverse Egyptische steden onlusten uit; de Egyptische Revolutie was ingeluid. Na achttien dagen van protest trad Moebarak af en droeg hij zijn macht over aan de Opperste Raad van de Strijdkrachten. Een turbulente periode van straatprotest en politieke omwentelingen volgde. Dit resulteerde in presidentsverkiezingen in mei en juni 2012, die werden gewonnen door Mohamed Morsi van de islamistische Moslimbroederschap.
Later in het jaar kwam de bevolking van Egypte echter opnieuw in opstand, ditmaal omdat Morsi te veel macht naar zich zou hebben toegetrokken. Miljoenen mensen gingen de straat op en de demonstraties waren groter dan die tegen Moebarak. Op 3 juli 2013 werd een militaire staatsgreep gepleegd waarbij de democratisch gekozen Morsi uit zijn functie werd ontheven en een interim-regering werd gevormd. Betogingen voor Morsi werden door de nieuw aangetreden regering bloedig uiteen geslagen. Zijn partij werd verboden. Vervolgens kwam de legerleider van de staatsgreep Abdul Fatah al-Sisi aan de macht als president. Deze presidentsverkiezingen in 2014 worden niet geheel democratisch beschouwd.

## Geografie

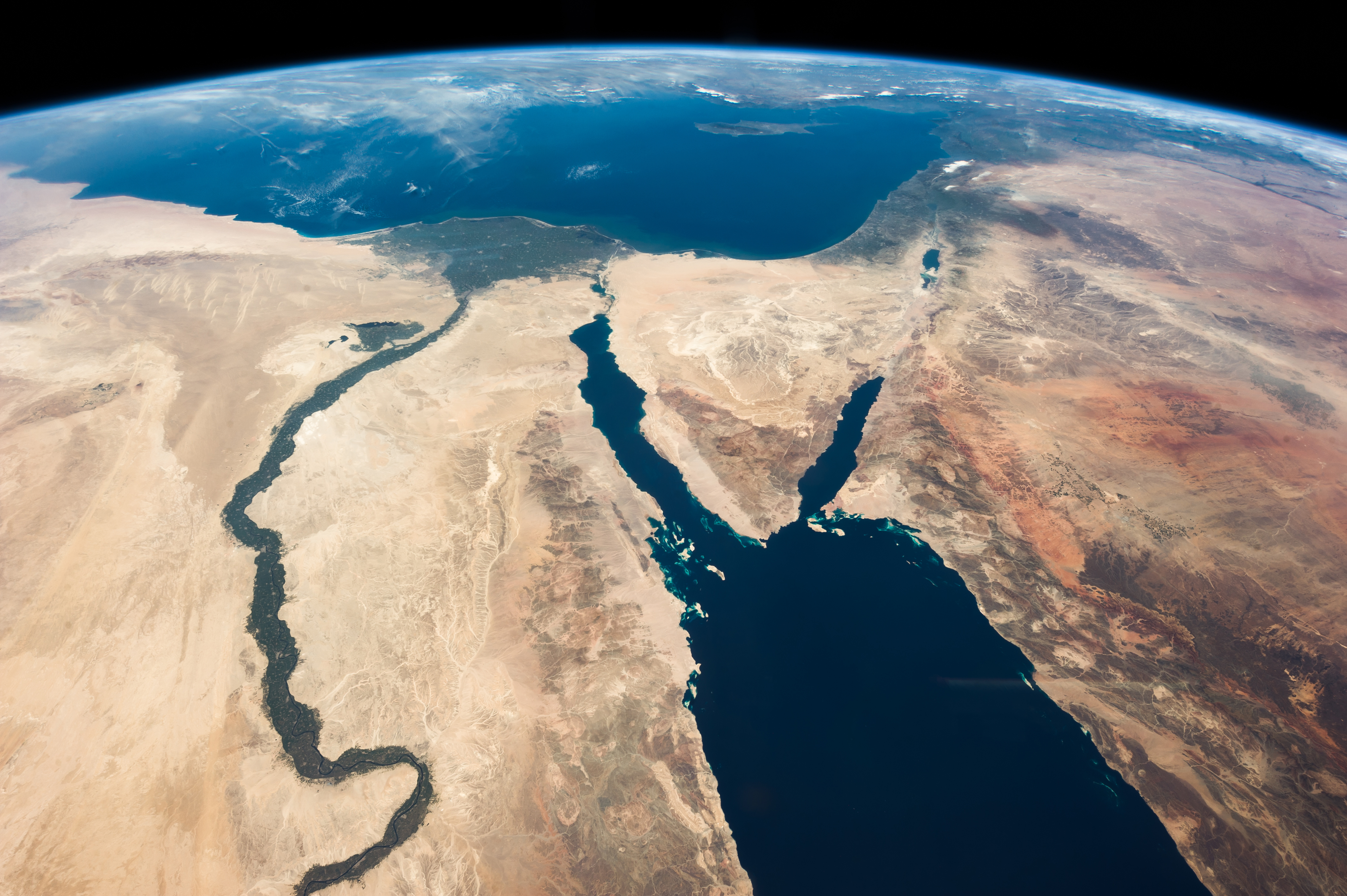
Egypte gezien vanuit de ruimte

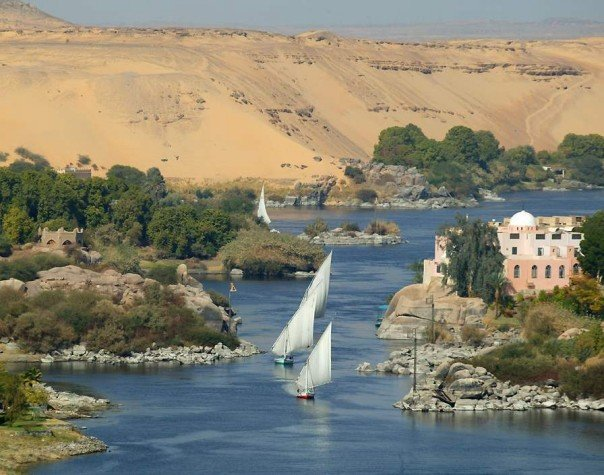
De Nijl bij Aswan

Met een oppervlakte van 1.002.000 km² is Egypte het dertigste land ter wereld naar oppervlakte. Het is vier keer groter dan Groot-Brittannië en twee keer zo groot als Frankrijk. Het grenst in het noorden aan de Middellandse Zee (kustlijn 995 km), in het oosten aan de Gazastrook, Israël en de Rode Zee (1941 km), in het zuiden aan Soedan (1280 km) en in het westen aan Libië (1115 km). In het oosten van Egypte ligt het Sinaïschiereiland dat behoort tot het Aziatische continent, terwijl de rest van Egypte geografisch gezien in Noord Afrika ligt.

### Natuurlijke regio's
Zo'n 96 procent van Egypte bestaat uit woestijn en is zeer dunbevolkt. Hoewel het landschap er hoofdzakelijk bestaat uit uitgestrekte kale vlaktes, zijn er ook enkele oases te vinden.
Egypte valt in te delen in vier natuurlijke regio's:
- Vallei van de Nijl en de Nijldelta
- De Westelijke Woestijn
- De Oostelijke Woestijn
- De Sinaï

#### Vallei van de Nijl en de Nijldelta

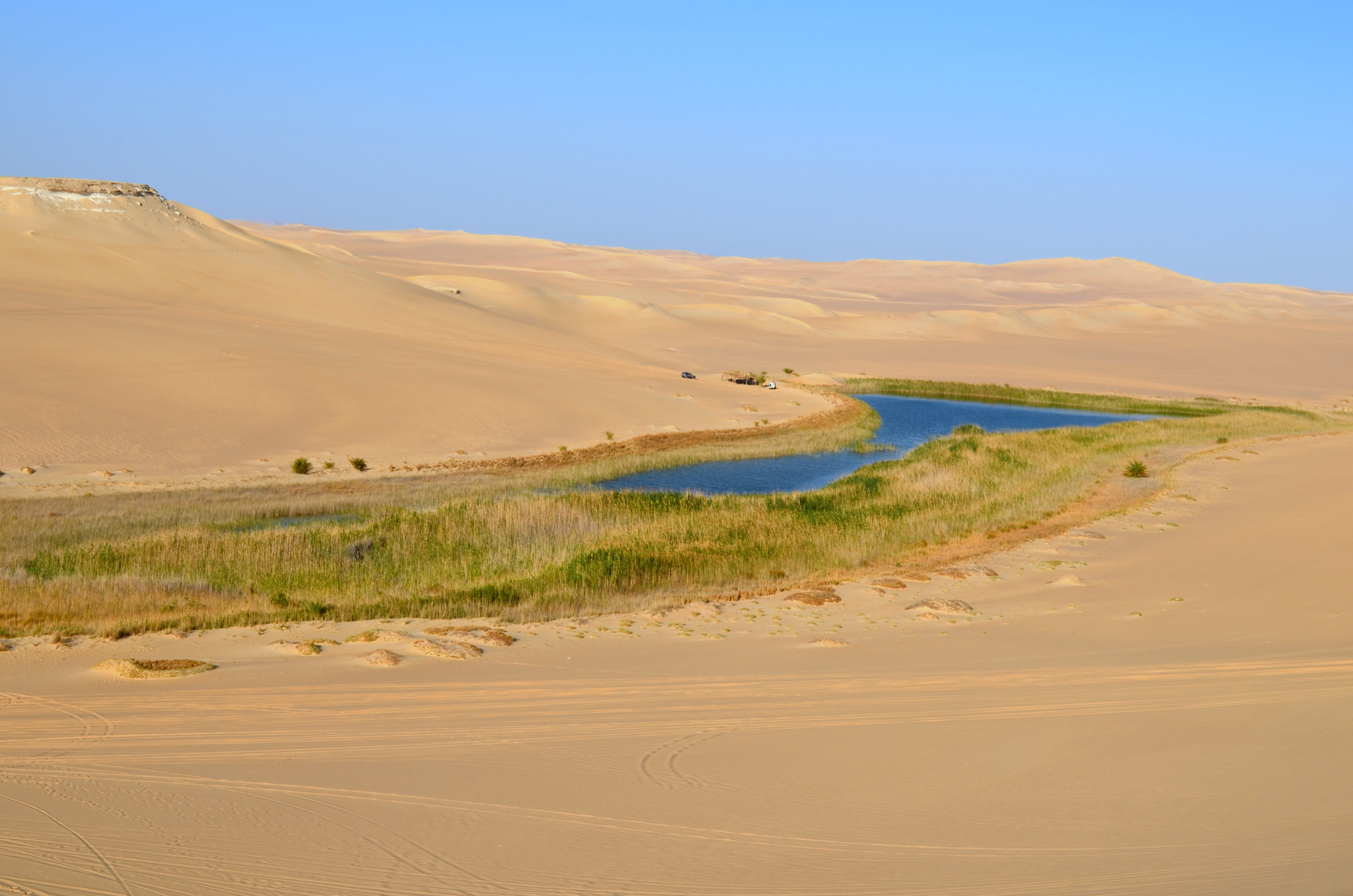
de Siwa Oase

De vallei van de Nijl en de Nijldelta vormen maar 5,5% van het grondgebied van Egypte, maar het zijn wel de belangrijkste gebieden van het land aangezien het de enige plekken in Egypte zijn waar men landbouw bedrijft. Meer dan 95% van de bevolking woont in deze gebieden waar zich dan ook de grootste steden van Egypte zoals Caïro en Alexandrië zich bevinden. De Nijlvallei strekt zich uit over ongeveer 800 km, van Aswan tot aan Caïro. Even ten noorden van de hoofdstad splits de Nijl zich in een oostelijke aftakking naar Damietta en een aftakking westelijk naar Rosetta. Hierdoor wordt de Nijldelta gevormd die ongeveer 24.000 km² groot is.
In Egypte is de Nijl de enige bron van drinkwater in het land. Daarom heeft de regering al veel gedaan om te proberen het water in de Nijl van goede kwaliteit te houden. Zo mag er niet zomaar meer geloosd worden in de Nijl zonder vergunning. Daarnaast zijn er kwaliteitseisen over het water opgesteld. Toch is het water niet helemaal schoon. Er komen door de landbouw veel pesticiden in en er is een te hoge hoeveelheid van schadelijke metalen. Ook in Egypte worden veel ziektes via het water verspreid.
Maar dat de kwaliteit van het rivierwater achteruit gaat is niet het enige probleem. Zo blijft er namelijk ook steeds minder water over in de rivier. Dat komt mede door het opkomen van de landbouwsector in Soedan en de aanleg van een stuwdam in Ethiopië. Egypte is namelijk het laagst gelegen land aan de Nijl. Daarom is het van groot belang dat de Egyptische overheid goede relaties onderhoudt met de andere landen gelegen aan de Nijl. Daarnaast is het land al naar oplossingen aan het zoeken. Zo is de druppelirrigatie al aan het opkomen en is het aan het kijken naar ontziltingstechnieken om in Egypte het zeewater te ontzilten. Ook heeft Egypte de hulp van Nederland ingeschakeld met betrekking tot klimaatadaptatie.
Vroeger was men overgeleverd aan de grillen van de Nijl. Zonder de jaarlijkse overstroming van de Nijl was er geen voedsel, want er was geen irrigatiesysteem. Maar als de Nijl te lang buiten zijn oevers trad verging het gewas en was er te weinig eten. De Nijl overstroomt niet meer in Egypte sinds de aanleg van de Aswandam in de jaren '60 van de 20e eeuw, waarna het Nassermeer met een oppervlakte van zo'n 5250 km² ontstond. Door middel van irrigatie worden de landbouwgronden nu voorzien van water.

#### De Westelijke Woestijn
De Westelijke Woestijn is onderdeel van de Sahara. Zo'n 700.000 km² van deze woestijn bevindt zich op Egyptisch grondgebied en het beslaat daarmee ongeveer twee derde van het totale land. Het grootste deel van de woestijn bestaat uit een massief plateau van steenafzetting. Op bepaalde plaatsen zijn ook heuvels, dalen en zandzeeën. Het Gilf Kebir-plateau rijst 300 meter boven het woestijnplateau uit. Er zijn een aantal grote depressies (=laagtes) in het gebied. De bodem van een van die depressies, de Qattara, bestaat uit een zoutvlakte waardoor het water hier dus zout is en het niet als oase gezien mag worden. Ongeveer twintig kilometer ten westen ligt een soortgelijke maar kleinere depressie met daarin de Siwa Oase, een van de Westelijke Oases. Deze oases hebben in tegenstelling tot Qattara wel drinkbaar water en beperkte landbouwmogelijkheden.

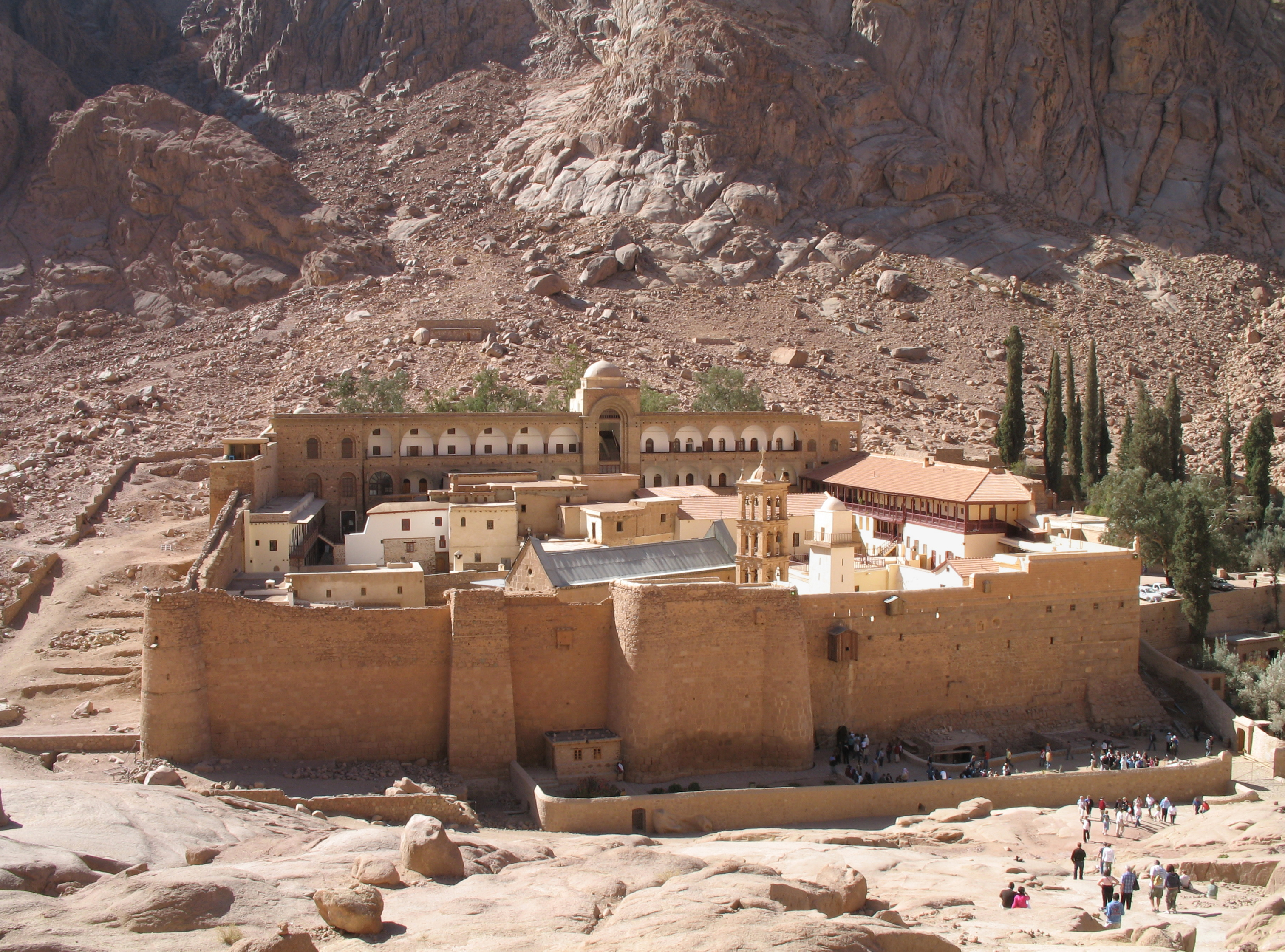
Het Katharinaklooster ligt in het Sinaïgebergte

#### De Oostelijke Woestijn
De Oostelijke Woestijn heeft een oppervlakte van ongeveer 220.000 km² en bevindt zich tussen de Nijl en de Rode Zee. Het grootste deel van de woestijn bestaat uit plateaus met een gemiddelde hoogte van 500 meter die worden doorkliefd door talloze wadi's, die tijdens de zeldzame regens het landschap kortstondig in bloei kunnen zetten.

#### De Sinaï
Het op een driehoek gelijkende schiereiland Sinaï is het noordoostelijke deel van Egypte. Het schiereiland bestaat volledig uit woestijn en is door middel van de Landengte van Suez verbonden met de rest van het land. Het noordelijke deel van de Sinaï bestaat voornamelijk uit platte uitgestrekte zandvlakten. In het zuidelijk deel ligt het Sinaïgebergte. De grens tussen het vlakke noorden en het zuiden met de hoge bergtoppen wordt gevormd door een groot kalkhoudend plateau, het El Tih-plateau. In het zuidelijk deel van de Sinaï vindt men granieten bergen. De hoogste berg is de Katharinaberg dat met 2.642 m de hoogste top is van Egypte. Het zuiden van de Sinaï kent vier beschermde natuurgebieden naast het Nationaal Park Ras Mohammed.

## Flora en fauna

### Planten
De wadigronden, vooral ten oosten van de Nijl, zijn vooral begroeid met struikgewas. Typische woestijnplanten zijn o.a. ruw gras, tamarisken en dwergmimosa's. Langs de Nijl vindt men weinig oorspronkelijk groen terug; de meeste plantensoorten zijn geïmporteerd. Er is vrijwel alleen nog sprake van cultuurlandschap, waar miljoenen dadelpalmen groeien en groenten en graan verbouwd worden. Her er der zijn nog wel andere bomen en planten te zien, onder andere vijgenbomen, citrusbomen en de uitheemse Australische eucalyptussen. De lotus en de papyrus zijn in de Nijlvallei bijna nergens meer te vinden, maar waren vroeger het symbool van Opper- en Neder-Egypte.

### Dieren
In het Sinaïgebergte komen steenbokken zeldzaam voor. In de westelijke woestijngebieden komen allerlei insecten voor, zoals mieren, torren, vliegen en vlooien. Maar er leven ook grotere (zoog)dieren, waaronder gazellen, oryxen, hyena's, jakhalzen, woestijnvossen, mangoesten, schorpioenen en verschillende soorten slangen. Tot de bekendste giftige slangen behoren de cobra en de adder. Woestijnvossen slapen overdag en verlaten hun holen alleen ’s nachts. Dankzij hun uitstekende gehoor kunnen ze in het donker insecten en kleine zoogdieren vangen. In de hele woestijn treft men roofvogels aan, zoals de Egyptische gier en verschillende valkensoorten.

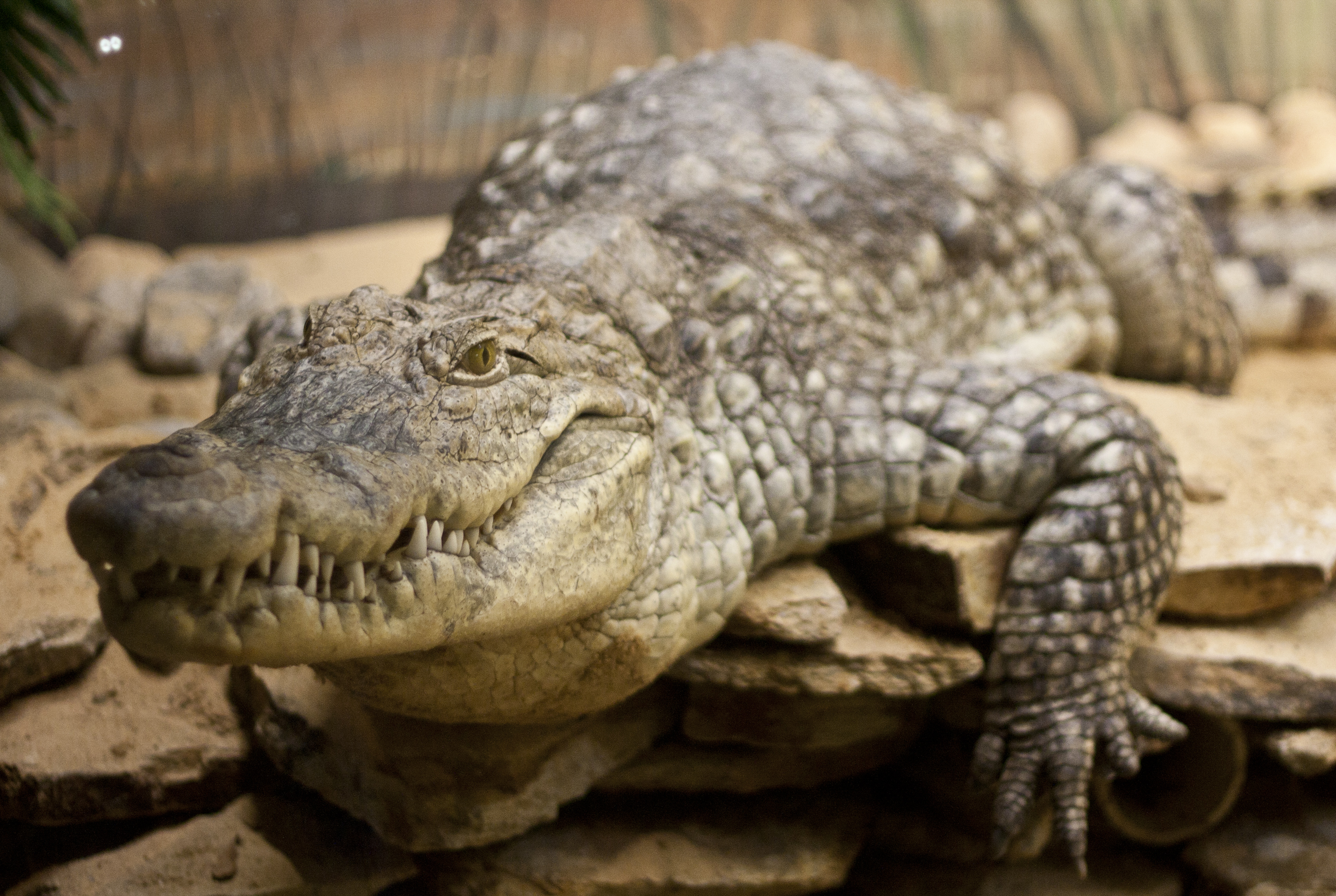
Een Nijlkrokodil

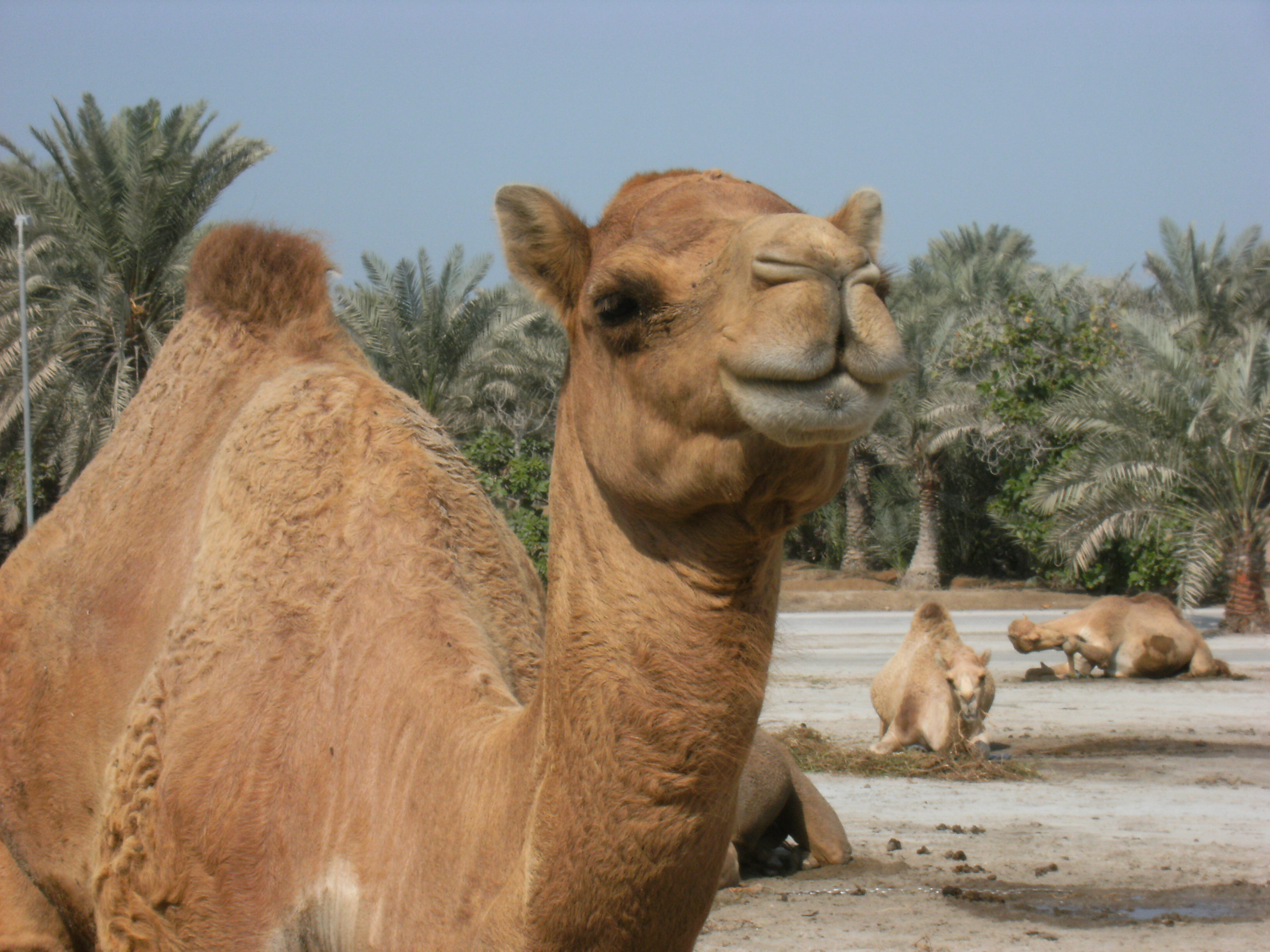
Een dromedaris

De ibis, geassocieerd met de god Thot, en veelvuldig afgebeeld op kunstwerken, verdween al in de 19e eeuw uit Egypte. Grote zoogdieren als leeuwen, olifanten, giraffen en nijlpaarden (voor het laatste gezien in Aswan, 1816) komen al honderden tot duizenden jaren niet meer voor in Egypte. Nijlkrokodillen komen alleen nog maar voor in het Nassermeer. Op de Nijl is dit reptiel uitgestorven. Nijlvaranen zijn bijna uitgestorven. Van het Arabische luipaard wordt aangenomen dat het in Egypte uitgestorven is.

#### 'Kamelen'
De Camelus Dromedarius, de eenbultige kameel of dromedaris, is onmisbaar in Egypte. Ze worden naar het Arabische ‘kemal’ meestal kameel genoemd.
Deze hoefdieren hebben eeuwenlang, tot vandaag de dag, het vervoer van goederen en personen verzorgd door de woestijnen van Afrika en het Midden-Oosten. De kameel heeft zich in de loop van duizenden jaren zeer goed aangepast aan het harde leven in de woestijn. Dankzij een derde, transparant ooglid kunnen ze ook tijdens zandstormen nog zien. De poten van een kameel zijn zo plat dat ze niet wegzakken in het zand van de woestijn. De bult op de rug bevat veel vetreserves, en geen water zoals vaak gedacht wordt, waardoor de dieren vele dagen kunnen lopen zonder te hoeven eten. Op lange tochten zonder water kan een kameel een derde aan lichaamsgewicht verliezen, wat hij aanvult door in één keer tot 150 liter water te drinken. Verder is een kameel voor de bevolking ook een leverancier van melk, wol, leer en vlees.

### Onder water
In de Nijl worden ca. 160 vissoorten aangetroffen, waarvan de Nijlbaars de bekendste is. Door overbevissing komen zeer grote exemplaren van meer dan vijftig kilo bijna niet meer voor. Deze zijn nog wel te vinden in het Nassermeer in het zuiden van het land. Bijzonder zijn ook longvissen, die zelfs kunnen overleven in modderpoelen.
De Rode Zee is warm genoeg en op sommige plekken ondiep genoeg om de groei van koralen mogelijk te maken. Rond de koraalriffen leven sponzen, zeepaardjes, zeesterren, schelpdieren en kreeften. In de Egyptische onderwaterwereld leven meer dan 800 soorten vissen. De meest voorkomende zijn de gele anemoonvis, de rifbaars en Napoleonvis. Gevaarlijke soorten zijn o.a. murenen, schorpioenvissen, zeeanemonen en zee-egels. Op grotere diepte leven verschillende soorten haaien (o.a. tijgerhaai en hamerhaai), barracuda's en pijlstaartroggen.

## Klimaat
Egypte heeft een woestijnklimaat volgens de klimaatclassificatie van Köppen BWh, behalve een smalle strook aan de Middellandse Zeekust waar een mediterraan klimaat heerst. Het weer is erg standvastig; er zijn twee duidelijk te onderscheiden seizoenen: de hete zomer van mei tot oktober en de koelere winter van november tot april. In de woestijn overschrijdt de temperatuur in de zomer overdag gemakkelijk de 38 °C in de schaduw, met uitlopers tot 50 °C. Deze hitte ontsnapt 's nachts in de wolkeloze hemel, waarbij de temperatuur met 10 à 17 °C daalt. De temperatuur in de winter ligt aanzienlijk lager: het gemiddelde in januari is 12 à 16 °C.

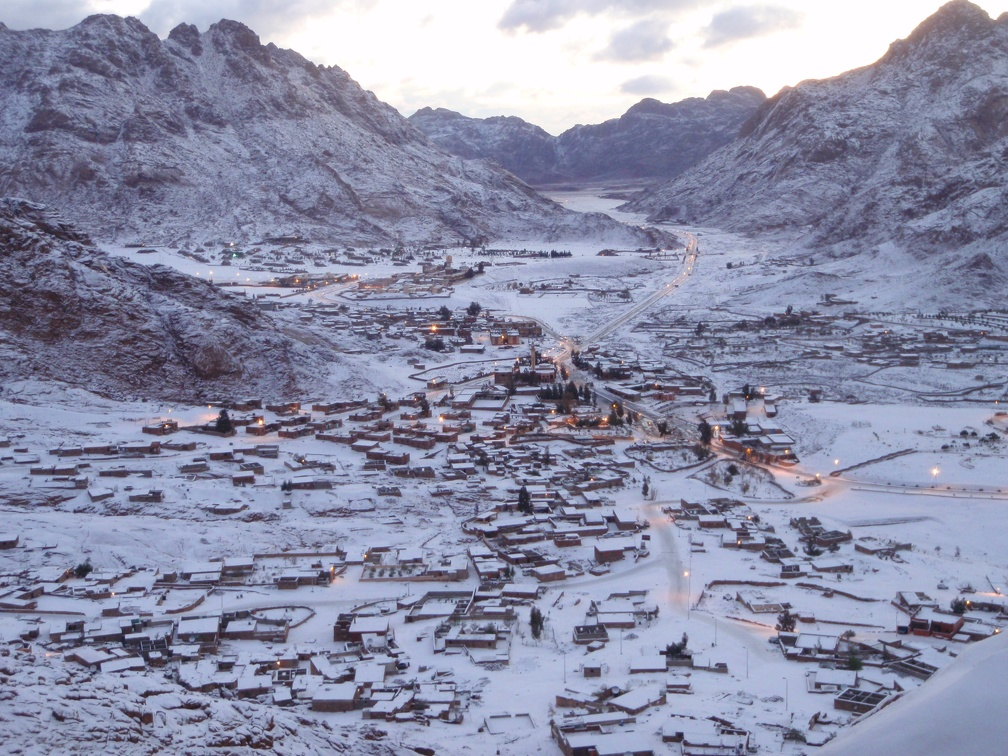
Sneeuw in 2009 in het Sint-Catharinagebied

De berggebieden in de Sinaï kunnen in december en januari vrij koud zijn, en in de bergen valt bijna iedere winter sneeuw. De neerslag is zeer gering. Caïro heeft gemiddeld zes regendagen per jaar, Alexandrië dertig. In het zuiden van het land regent het bijna nooit. In de lente trekken nu en dan depressies over Egypte, die de khamseen (de Egyptische naam voor de sirocco), een droge verzengende wind bekend door zijn zandstormen, met zich meebrengen. Vijftig dagen lang (khamseen = 50), van maart tot in mei, kunnen de gevaarlijke zandstormen de kop opsteken (windsnelheden tot 150 km pr uur).
In tegenstelling tot het binnenland kent de Middellandse Zeekust regenval in de winter (100 à 200 mm). De kust heeft bovendien zachtere winters en lagere zomertemperaturen dan het binnenland, door het matigende effect van de Middellandse Zee. Ook de temperatuurverschillen tussen dag en nacht zijn lang niet zo groot. Alexandrië is de koelste plaats van het land. De gemiddelde temperaturen in januari schommelen tussen de 10,5 en 18 °C, in juli tussen de 23 en 29 °C. Alexandrië en de westelijke kuststrook van de Delta gelden met meer dan honderd millimeter regen per jaar ook als het natste gebied van Egypte.
| Maand                                                    | jan | feb | mrt | apr | mei | jun | jul | aug | sep | okt | nov | dec | Jaar |
| -------------------------------------------------------- | --- | --- | --- | --- | --- | --- | --- | --- | --- | --- | --- | --- | ---- |
| Gemiddeld maximum (°C)                                   | 19  | 20  | 24  | 28  | 32  | 34  | 35  | 34  | 33  | 29  | 25  | 20  | 28   |
| Gemiddeld minimum (°C)                                   | 9   | 10  | 12  | 15  | 18  | 20  | 22  | 22  | 21  | 17  | 14  | 10  | 16   |
|                                                          |     |     |     |     |     |     |     |     |     |     |     |     |      |
| Neerslag (mm)                                            | 5   | 4   | 4   | 1   | 1   | 0   | 0   | 0   | 0   | 1   | 4   | 6   | 26   |
| Bron: World Meteorological Organization (UN) (1971–2000) |     |     |     |     |     |     |     |     |     |     |     |     |      |

## Demografie

### Samenstelling

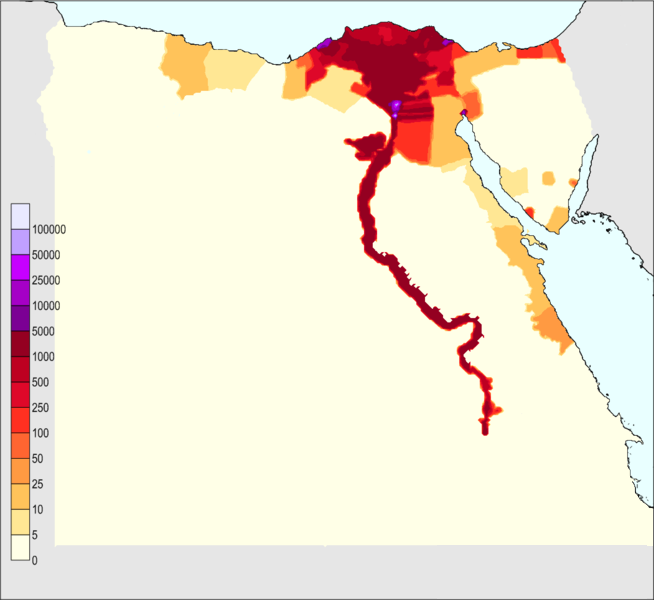
De bevolkingsdichtheid in Egypte, geconcentreerd rond de Nijl

Egypte heeft een inwonertal van 104.124.440 (2020) en is daarmee het meest bevolkte land in de Arabische wereld; de bevolkingsdichtheid is 103,9/km² (2020), maar de bevolking is erg geconcentreerd in de Nijlvallei. Circa 43 procent van de bevolking woont in steden (2017) en dit aandeel is al decennia heel stabiel. Van de totale bevolking was in 2017 zo'n 34 procent in de leeftijdscategorie 0-14 jaar, 62 procent tussen 15-64 jaar en 4 procent 65 jaar en ouder.
Egypte heeft een snelgroeiende bevolking: in de tijd van Napoleon had het land vermoedelijk nog slechts 3 miljoen inwoners en in 1900 waren er naar schatting tien miljoen Egyptenaren. Vooral dankzij medische en agrarische vooruitgang groeide dat aantal in de tweede helft van de twintigste eeuw sterk. Over de periode 1996-2016 kende het land een gemiddelde bevolkingsgroei van 2,1 procent per jaar. Per jaar kwamen er gemiddeld 1,5 miljoen inwoners bij.
De bevolking is voor 90% van Oost-Hamitische afkomst, maar is in de loop der tijden in sociaal, cultureel en politiek opzicht geheel gearabiseerd. Andere bevolkingsgroepen zijn de Berbers (in Siwa), de Nubiërs (in het zuiden) en de Kopten (in Opper-Egypte). Het land telde anno 2002 ongeveer 78.000 vluchtelingen, waaronder 50.000 Palestijnen en ongeveer 20.000 vluchtelingen afkomstig uit Soedan.

### Steden
De hoofdstad Caïro is met 7.950.000 inwoners in de stad zelf en zo'n 15 miljoen in de agglomeratie de grootste stad van het land en zelfs van het gehele continent Afrika. De tien grootste steden van Egypte zijn:
| Rang | Stad                | Arabisch      | VT 1986   | VT 1996   | VT 2006   | B 2008    | Gouvernement  |
| ---- | ------------------- | ------------- | --------- | --------- | --------- | --------- | ------------- |
| 1.   | Caïro               | القاهرة       | 6.068.695 | 6.789.479 | 7.786.640 | 7.947.121 | Caïro         |
| 2.   | Alexandrië          | الإسكندرية    | 2.926.859 | 3.328.196 | 4.110.015 | 4.247.414 | Alexandrië    |
| 3.   | Gizeh               | الجيزة        | 1.883.189 | 2.221.868 | 3.087.878 | 3.258.540 | Gizeh         |
| 4.   | Shubra El Khema     | شبرة الخيمة   | 714.594   | 870.716   | 1.016.722 | 1.045.370 | Caïro         |
| 5.   | Port Said           | بور سعيد      | 401.172   | 469.533   | 570.768   | 588.935   | Port Said     |
| 6.   | Suez                | السويس        | 327.717   | 417.610   | 510.935   | 529.055   | Suez          |
| 7.   | Luxor               | الأقصر        | 274.074   | 360.503   | 451.318   | 469.440   | Luxor         |
| 8.   | El-Mansoera         | منصورة        | 317.508   | 369.621   | 450.267   | 465.375   | Ad Daqahliyah |
| 9.   | El-Mahalla El-Kubra | المحلة الكبرى | 306.509   | 395.402   | 442.884   | 450.833   | Al Gharbiyah  |
| 10.  | Tanta               | طنطا          | 336.517   | 371.010   | 421.076   | 429.632   | Al Gharbiyah  |

Noemenswaardige badplaatsen aan de Rode Zee zijn Hurghada, Sharm-el-Sheikh en Marsa Alam.

### Taal
Het Arabisch is de officiële taal in Egypte. De meest gesproken taal is het Egyptisch-Arabisch. Engels en Frans komen veel voor als handelstalen. Verder zijn er kleine minderheden die andere Arabische variëteiten spreken, Nubische talen en Berbertalen. Egyptisch is de taal die tussen 2700 voor Christus en 1000 na Christus in het Oude Egypte werd gesproken. De taal behoort tot de Hamito-Semitische, ofwel Afro-Aziatische talenfamilie. Het Egyptisch is na het Soemerisch de oudst bekende, geschreven taal. In het westen van Egypte werd het Akkadisch tot ongeveer de 1e eeuw n.Chr. als diplomatieke taal gebruikt.

### Religie
De islam is de Egyptische staatsgodsdienst en wordt beleden door 85 procent van de bevolking. Het soennisme is de meest aangehangen stroming. De grootste christelijke stroming is de Koptisch-Orthodoxe Kerk, die door 9 procent van de bevolking wordt aangehangen; andere christelijke kerken, waaronder de Koptisch-Katholieke Kerk, hebben een aanhang van 1 procent. Het land is sinds de oprichting in 1969 lid van de Organisatie voor Islamitische Samenwerking.
Ook de Armeens-Orthodoxe Kerk (worden ook wel 'Gregoriaans' genoemd), en de Armeens-Katholieke Kerk spelen een rol in Egypte.

### Cijfers van The World Factbook
The World Factbook van de CIA meldt van 2016 de volgende cijfers:
- geboortecijfer: 30,8 per 1000 inwoners
- sterftecijfer: 4,7 per 1000 inwoners
- bevolkingsgroei: 2,51%
- levensverwachting: gemiddeld 72,7 jaar (mannen: 71,4 jaar, vrouwen: 74,2 jaar)
- analfabetisme: bij de mannen 12,8%, bij de vrouwen 34,6% (2015)
- werkloosheid bij de jeugd 15-24 jaar: totaal 34,3% (mannen: 28,7% en vrouwen 52,2%) (2013)
- migratiesaldo: -0,5 migranten per 1000 inwoners

## Politiek

Gouvernementen van Egypte

### Bestuurlijke indeling
Egypte is ingedeeld in 27 gouvernementen (محافظة, muhāfaẓā), met aan het hoofd ervan een gouverneur.
De gouvernementen zijn onderverdeeld in centra (مركز, markaz), secties (قسم, qism), zgn. nieuwe steden (مدينة, madīnat), een beperkt aantal gebieden onder politiebestuur en ongeorganiseerde gebieden

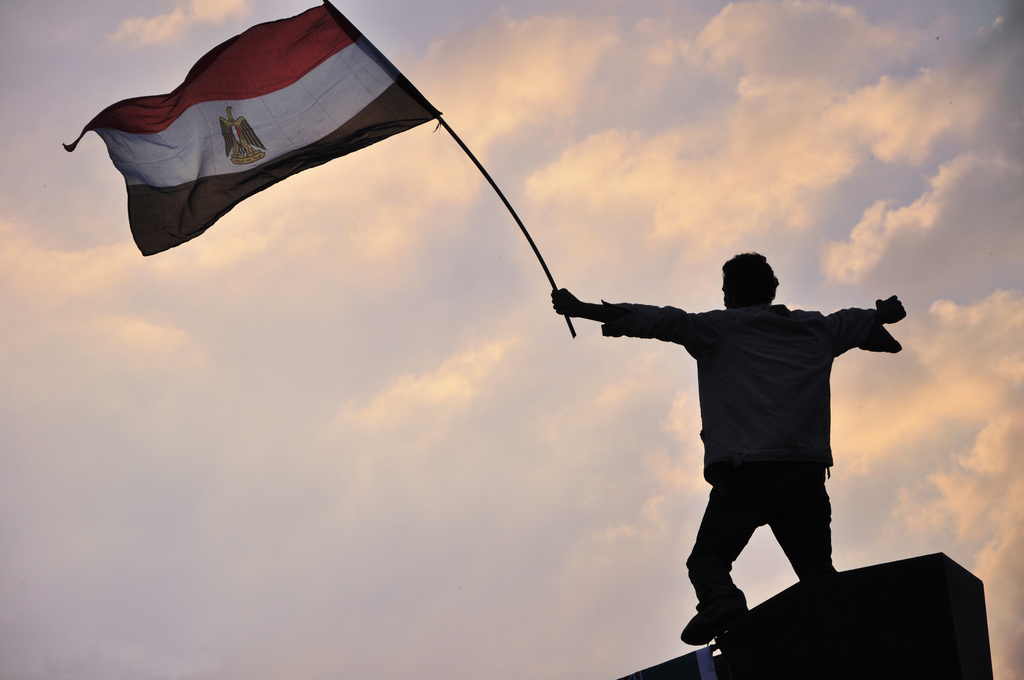
Man zwaait met de Egyptische vlag tijdens protesten in 2011 op Tahrirplein

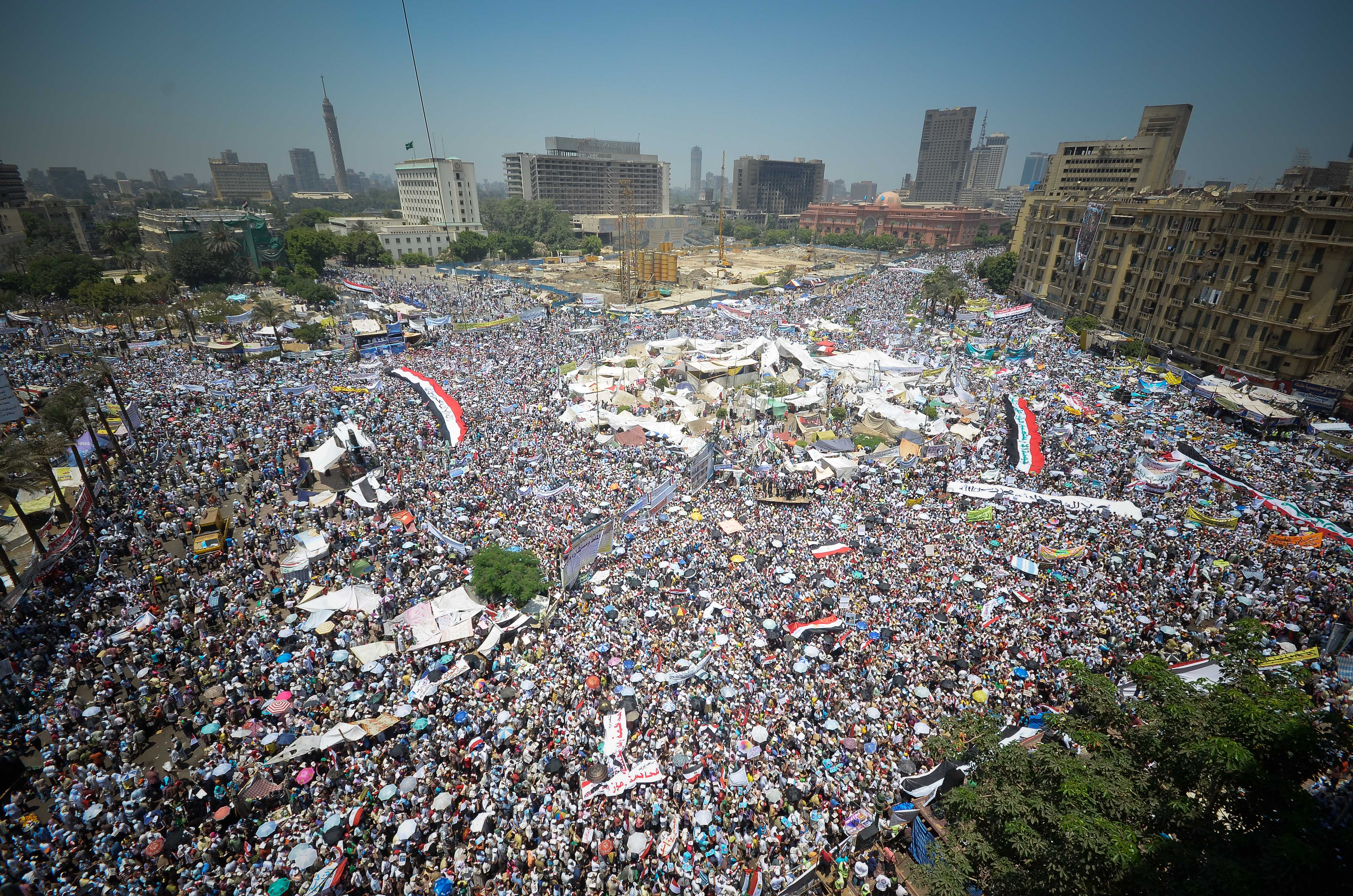
Massale protesten in juli 2011 op Tahrirplein

1. Matruh
2. Alexandrië
3. Al Buhayrah
4. Kafr el Sheikh
5. Ad Daqahliyah
6. Damietta
7. Port Said
8. Noordelijk Sinaï
9. Al Gharbiyah
10. Al Minufiyah
11. Al Qalyubiyah
12. Ash Sharqiyah
13. Ismaïlia
14. Gizeh
15. Fajoem
16. Caïro
17. Suez
18. Zuidelijk Sinaï
19. Beni Suef
20. Minya
21. Nieuwe Vallei
22. Assioet
23. Rode Zee
24. Suhaj
25. Qina
26. Luxor
27. Aswan

### Staatsinrichting
Egypte is sinds juni 1953 een republiek. De wetgevende macht wordt gedeeld door de regering en het parlement. Het Huis van Afgevaardigden, met 596 leden is het lagerhuis van het Egyptische parlement; het Hogerhuis, waar 100 van de 300 leden door de president worden aangewezen, wordt gevormd door de Senaat. De Senaat (2020) is de opvolger van de Sjoera Raad die van 1980 tot 2014 bestond. De belangrijkste positie wordt ingenomen door de president van Egypte, die fungeert als staatshoofd, als uitvoerende macht en als opperbevelhebber van de krijgsmacht. In februari 2019 keurde het Egyptische parlement een grondwetswijziging goed. De president kan voor meer dan twee termijnen worden herkozen en de zittingstermijn wordt verlengd van vier tot zes jaar. De greep van het Egyptische leger op de politiek en samenleving neemt ook toe, in het nieuwe artikel 200 staat de taak van de strijdkrachten om ‘de grondwet en de democratie en de fundamentele inrichting van het land en zijn burgerlijke aard’ te beschermen. De Jihaz al-Moeghabarat al-Amma, de Egyptische geheime dienst, is berucht vanwege schendingen van mensenrechten en folteringen.
Het land kent algemeen kiesrecht sinds 1956. Leden van het Huis van Afgevaardigden en de Senaat worden voor een termijn van vijf jaar gekozen. In de grondwet wordt Egypte omschreven als een democratische staat en als onderdeel van de Arabische wereld. De islam is de staatsgodsdienst.

### Politieke ontwikkelingen

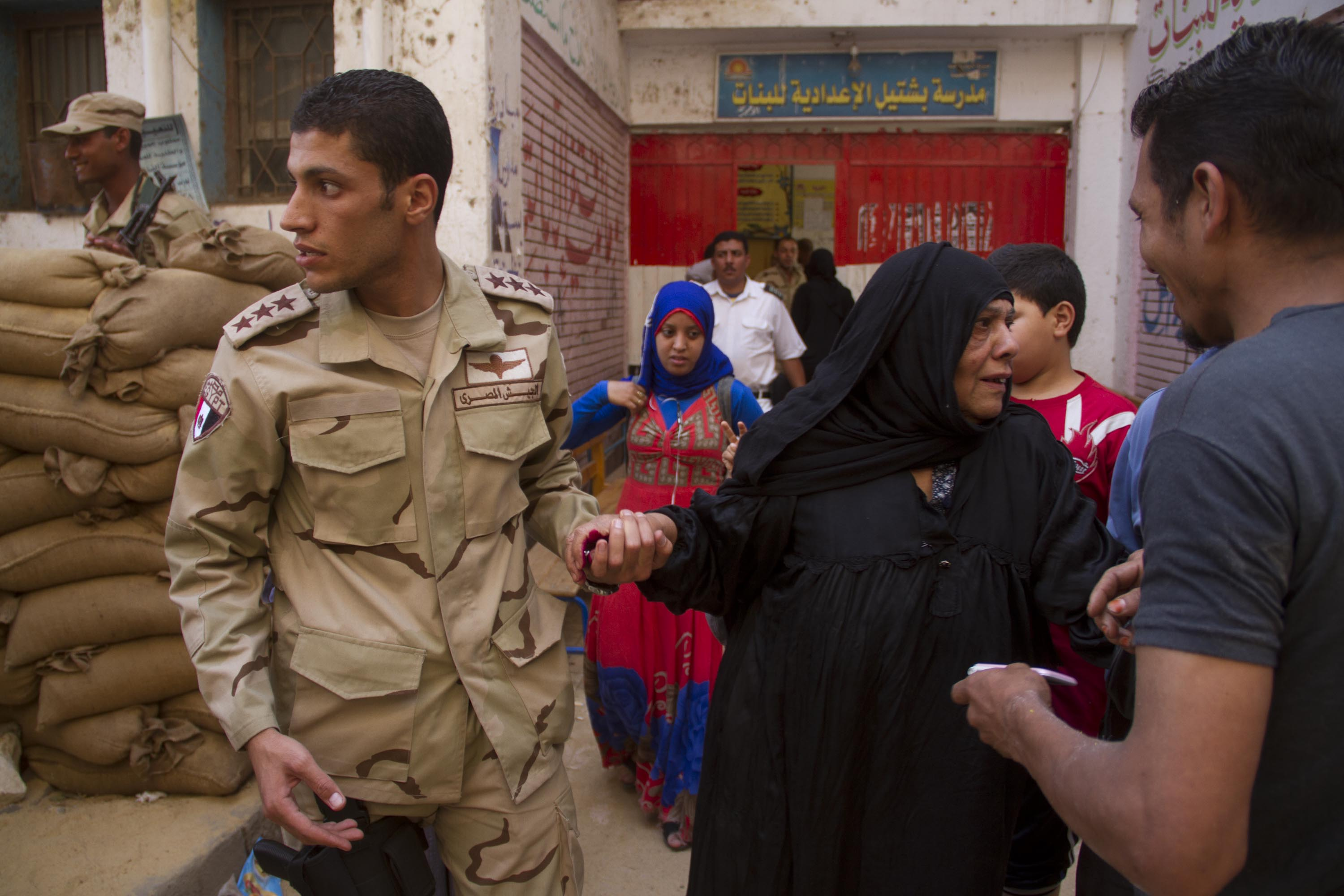
Soldaat helpt vrouw bij stembureau tijdens presidentsverkiezingen in 2014

Hoewel Egypte in naam een democratische republiek is, werd het land sinds 1955 autocratisch geregeerd door achtereenvolgens de leiders/presidenten Nasser, Sadat en sinds 1981 Moebarak.
Sinds 1978 was daarbij de Nationaaldemocratische Partij (NDP) de 'machtsmachine' van de president, met altijd een overmacht in het parlement. De president was in zijn functie onder meer verantwoordelijk voor de invulling van allerlei posten in de regering en het parlement. Bovendien gold vanaf de moord op president Sadat in 1981 tot 2012 de noodtoestand, wat onder meer inhield dat president Moebarak naar eigen goeddunken verordeningen kon treffen. Desondanks kon Egypte sinds 1979 op steun rekenen vanuit het Westen, het land fungeerde vaak als buffer en bemiddelaar tussen de westerse en de Arabische wereld.
Op 7 september 2005 werden voor het eerst presidentsverkiezingen gehouden waar meerdere - door president Moebarak goedgekeurde - kandidaten aan mee mochten doen. In totaal namen tien kandidaten deel. Winnaar werd de zittende president Moebarak met 88 procent van de stemmen. Andere belangrijke kandidaten waren Ayman Nour en Noman Gomaa. Diverse partijen, zoals linkse oppositiegroeperingen en de islamitische Moslimbroederschap, boycotten de verkiezingen. Nour belandde na de verkiezingen in de gevangenis en er waren berichten over grootschalige fraude. In 2007 werden enkele tientallen grondwetswijzigingen doorgevoerd, waarbij onder meer partijen op religieuze basis verboden werden en de macht van de president verder versterkt werd.

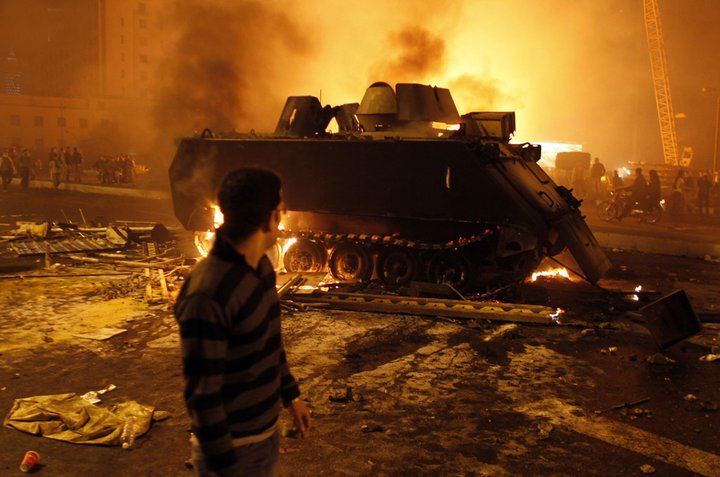
Tijdens protesten in 2011 in Caïro

Na de parlementsverkiezingen in 2010 was 81 procent van alle zetels in de Volksvergadering in handen van de NDP. Vanaf eind 2010 was er sprake van toenemende onrust in de Arabische wereld. Nadat eerder in Tunesië president Ben Ali was verjaagd, gingen ook in Egypte duizenden burgers de straat op. Na 18 dagen van massaal volksprotest trad Moebarak op 11 februari 2011 af als president en droeg hij zijn taken over aan de Hoge Raad der Strijdkrachten, waarvan voorzitter Mohammed Hoessein Tantawi vanaf toen het waarnemend presidentsambt vervulde. Op 3 maart 2011 werd Essam Sharaf de Egyptische minister-president.
De voortdurende omwentelingen in de Egyptische politiek resulteerden er uiteindelijk in dat er in presidentsverkiezingen in mei en juni 2012 werden gehouden. De kandidaat van de islamistische Moslimbroederschap, Mohamed Morsi, was de winnaar. Hij werd op 30 juni beëdigd als president van Egypte. Hij moest het meteen al opnemen tegen de macht van de legertop, die de macht van de president op de verkiezingsdag met een grondwetswijziging had gepoogd in te perken. In augustus 2012 draaide Morsi deze wijzigingen echter terug en verving hij de legertop. Op 3 juli 2013 werd Morsi afgezet door het leger nadat miljoenen mensen de straat op waren gegaan om het aftreden van hem te eisen, de demonstraties waren groter dan die tegen Moebarak. Zijn opvolger was het hoofd van het Constitutioneel Hof, Adly Mansour. Vervolgens trok legerleider Abdul Fatah al-Sisi de macht naar zich toe. Hij deed mee aan de presidentsverkiezingen in 2014 met als enige opponent Hamdin Sabahi. De verkiezingen werden door Sisi gewonnen met 96,9% van de stemmen en hij werd op 8 juni door het hooggerechtshof van Caïro ingezworen als president. In april 2018 maakte de landelijke kiescommissie bekend dat Al-Sisi met 97% van de stemmen is herverkozen.

### Defensie en internationale betrekkingen

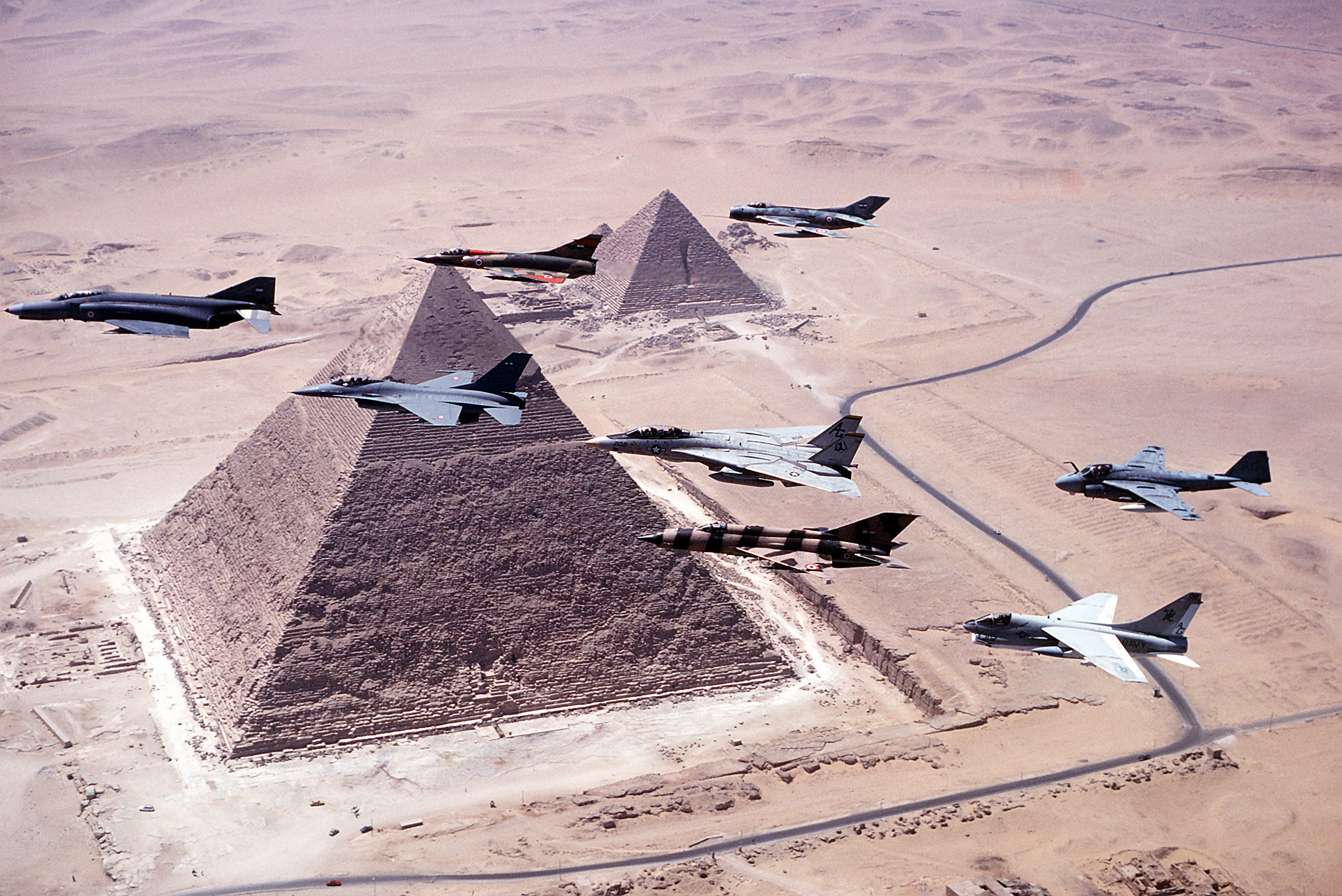
Amerikaanse en Egyptische legervliegtuigen vliegen over de piramides (1983)

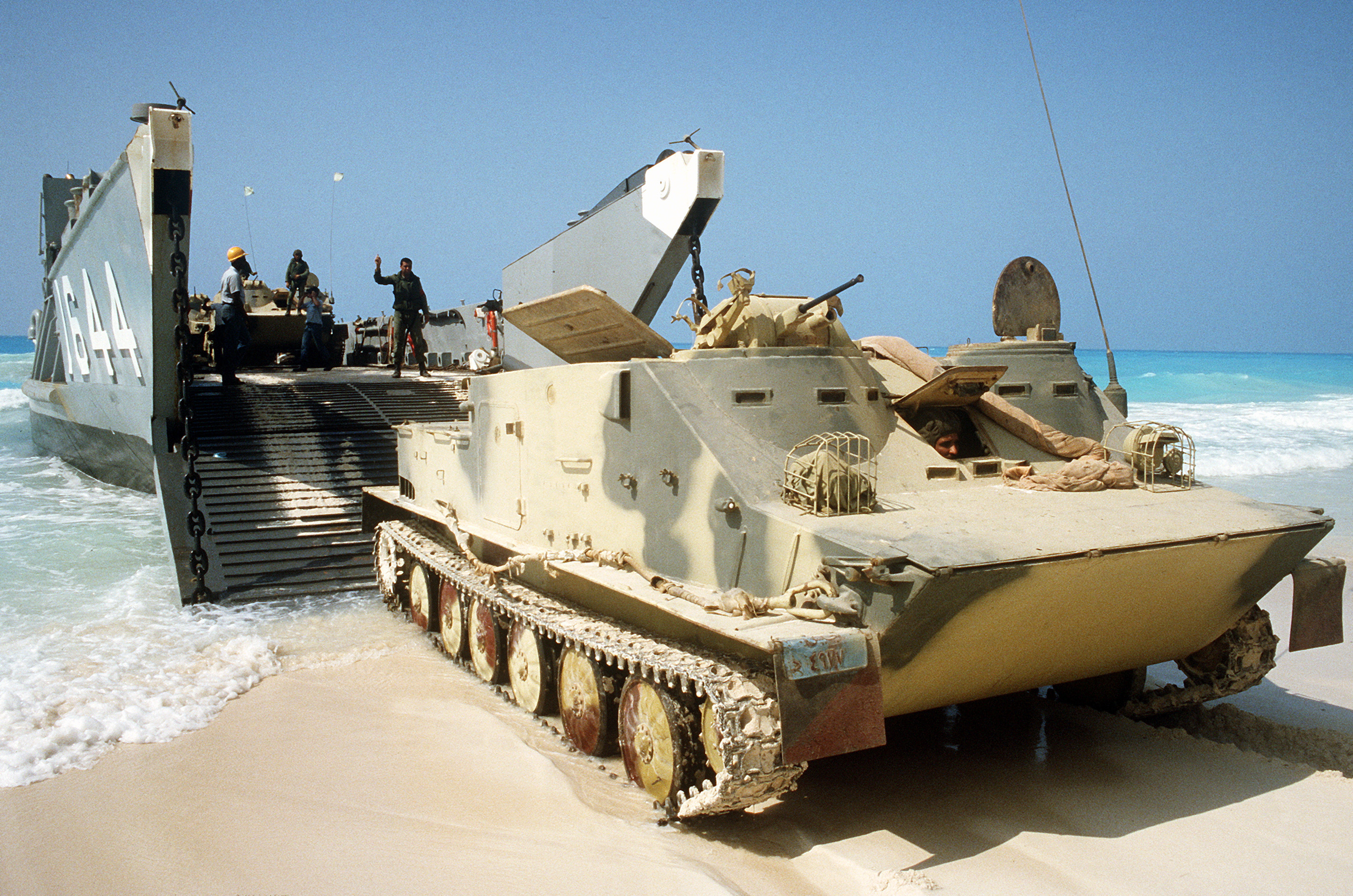
Egyptisch OT-62B pantservoertuig

Het Egyptische leger is het grootste van alle Afrikaanse landen. In 2010 telde het leger 450.000 militairen en 254.000 reservisten. Veel materieel van het leger is verouderd, maar er wordt geïnvesteerd in vernieuwing en vervanging. In de 20ste eeuw nam de Egyptische krijgsmacht o.a. deel aan vier oorlogen tegen Israël en aan Operatie Desert Storm, het luchtoffensief tegen Irak in de eerste Golfoorlog. Ook bestookte Egypte samen met de Verenigde Arabische Emiraten doelen van IS in Libië in 2014 en 2015.
Het leger heeft niet alleen grote invloed op de wapenindustrie, maar is ook actief in civiele zaken. Het leger heeft zo belangen in sectoren als het water, bouw, hotels en in de brandstofvoorziening. Het ministerie van Defensie heeft verregaande bevoegdheden om civiele commerciële activiteiten onder verwijzing van de staatsveiligheid te blokkeren. Het leger stelt zichzelf vrij van wetten die van toepassing zijn op andere sectoren. Het geniet aanzienlijke macht, prestige en onafhankelijkheid binnen de staat. Het Egyptische leger heeft tientallen fabrieken die zowel wapens als consumptiegoederen produceren.
In 2009 was op de begroting een bedrag van 4,1 miljard dollar gereserveerd voor defensie; daarnaast ontvangt het leger nog militaire steun van de Verenigde Staten ter waarde van 1,3 miljard dollar op jaarbasis. Deze steun werd verstrekt na het Camp Davidakkoordenvredesakkoord met Israël sinds 1978. Egypte werd door dit verdrag de eerste Arabische natie die diplomatieke betrekkingen met Israël aanknoopte. Ondanks dat wordt Israël nog steeds algemeen beschouwd als een vijandige staat door de meerderheid van de Egyptenaren.
In 1989 werd Egypte aangewezen als een belangrijke niet-NAVO-bondgenoot van de Verenigde Staten. Desalniettemin werden de banden tussen de twee landen gedeeltelijk bekoeld na de protesten en staatsgreep in Egypte in 2013. Na de verkiezing van de Republikein Donald Trump als president van de Verenigde Staten, wilden de twee landen de Egyptisch-Amerikaanse betrekkingen verbeteren, waarbij beide regeringen herhaaldelijk oproepen tot wederzijdse steun in de strijd tegen regionaal en internationaal terrorisme. Op 3 april 2017 ontmoette al-Sisi Trump in het Witte Huis, het eerste bezoek van een Egyptische president aan Washington in 8 jaar. Trump prees al-Sisi en gaf aan dat het tijd was voor een normalisatie van de betrekkingen tussen Egypte en de VS.
De betrekkingen met Rusland zijn aanzienlijk verbeterd na de verwijdering van Mohamed Morsi en beide landen hebben sindsdien gewerkt om het leger en de handelsbetrekkingen te versterken, naast andere aspecten van bilaterale samenwerking. De betrekkingen met China zijn ook verbeterd. In 2014 hebben Egypte en China een bilateraal "uitgebreid strategisch partnerschap" opgezet. Golfmonarchieën, waaronder de Verenigde Arabische Emiraten en Saoedi-Arabië hebben miljarden beloofd van dollars om Egypte te helpen zijn economische moeilijkheden te overwinnen sinds de staatsgreep van juli 2013.
Banden tussen Egypte en andere niet-Arabische Midden-Oosterse landen, waaronder Iran en Turkije, zijn vaak gespannen. Spanningen met Iran zijn grotendeels te wijten aan het vredesverdrag van Egypte met Israël en de rivaliteit tussen Iran en traditionele Egyptische bondgenoten in de Golf. Turkije bekritiseert de staatsgreep die op een democratisch gekozen regering was gericht en dat de legerleider zich hierna als president heeft laten kiezen. Daarnaast maakte de vermeende betrokkenheid van Turkije in Libië ook van beide landen bittere regionale rivale.
Het permanente hoofdkwartier van de Arabische Liga bevindt zich in Caïro en de secretaris-generaal van het lichaam is van oudsher Egyptisch.

### Mensenrechten en corruptie
De mensenrechtensituatie in Egypte is precair. In april 2019 is de grondwet gewijzigd en hebben militaire rechtbanken een grotere rol gekregen bij het vervolgen van burgers. Gewetensgevangenen worden na vrijlating gedwongen zich te voegen naar een proeftijd met repressieve maatregelen zoals het verbod op politieke activiteiten of het verplicht twaalf uur per dag doorbrengen op politiebureau. Activisten voor mensenrechten, journalisten en critici in de breedste zin van het woord lopen het risico om te worden opgepakt en zonder proces in de gevangenis te belanden.
In Egypte komt seksueel geweld tegen vrouwen, bijvoorbeeld in de vorm van massa-aanranding, bijzonder veel voor. Seksueel geweld tegen vrouwen vindt niet alleen in het publieke domein plaats, maar ook binnen het huwelijk. Vrouwen worden soms gedwongen tot seksuele handelingen na hun huwelijk; dit hangt samen met de ondergeschikte rol die vrouwen hebben in de samenleving en volgens de wet.
Homoseksualiteit in Egypte is niet illegaal maar de overheid gebruikt oude wetten inzake sodomie en prostitutie om homo's en lesbiennes te vervolgen. Volgens een onderzoek uit 2013 gelooft 95% van de Egyptische bevolking dat homoseksualiteit niet geaccepteerd moet worden door de samenleving.
Corruptie is een groot probleem in Egypte. Volgens Transparency International had Egypte in 2013 een score van 32, goed voor de 98e positie op de wereldwijde ranglijst. Buurland Libië was nog corrupter met een score van 15 (172e plaats); ander buurland Israël scoorde hoger met een 61 (36e plaats).

## Cultuur

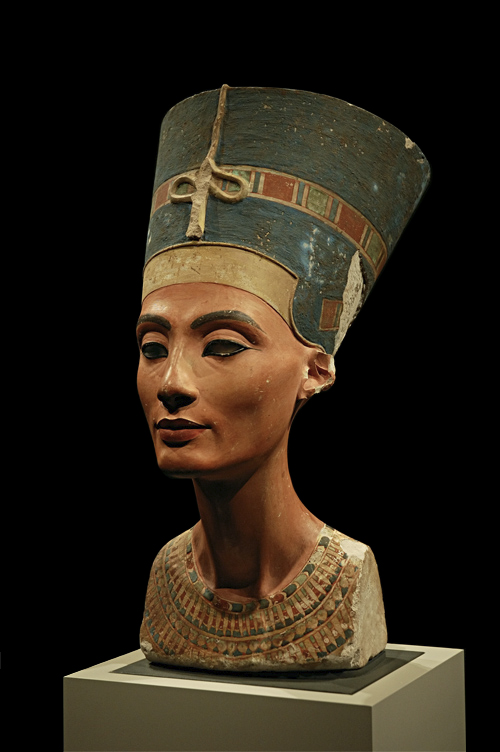
De buste van Nefertiti in het Neues Museum in Berlijn

De Egyptische cultuur heeft zesduizend jaar geschreven geschiedenis. Het Oude Egypte was een van de vroegste beschavingen en gedurende duizenden jaren had Egypte een opvallend complexe en stabiele cultuur die later culturen van Europa, het Midden-Oosten en andere Afrikaanse landen heeft beïnvloed. Na de tijd van de farao's kwam Egypte zelf onder invloed van het hellenisme, het christendom en de islamitische cultuur. Vandaag de dag bestaan vele aspecten van de antieke cultuur van Egypte nog steeds in interactie met nieuwere elementen, waaronder de invloed van de moderne westerse cultuur die zelf weer zijn wortels heeft in het oude Egypte.
De Egyptische hoofdstad Caïro is de grootste stad van Afrika en is eeuwenlang bekend als centrum van onderwijs, cultuur en commercie. Egypte heeft het hoogste aantal Nobelprijswinnaars in Afrika en de Arabische wereld. Sommige in Egypte geboren politici waren of zijn aan het roer van grote internationale organisaties zoals Boutros Boutros-Ghali van de Verenigde Naties en Mohamed El-Baradei van het IAEA.
Egypte is een erkende culturele trendsetter in de Arabisch sprekende wereld en de hedendaagse Arabische cultuur is sterk beïnvloed door de Egyptische literatuur, muziek, film en televisie. Egypte kreeg een regionale leidende rol tijdens de jaren 1950 en 1960, die een verdere duurzame impuls gaf aan de positie van de Egyptische cultuur in de Arabische wereld.

### Identiteit
De Nijlvallei was de thuisbasis van een van de oudste culturen in de wereld verspreid over drieduizend jaar ononderbroken geschiedenis. Een reeks buitenlandse bezetters in 343 voor Christus heeft een onuitwisbare stempel gedrukt op het land en het cultuurlandschap. De Egyptische identiteit evolueerde in de tijdsspanne van deze lange periode van bezetting om tegemoet te komen aan twee nieuwe religies, de islam en het christendom, en een nieuwe taal, het Arabisch, en de gesproken afstamming hiervan, het Egyptisch-Arabisch.
Na tweeduizend jaar van bezetting streden drie ideologieën om de aandacht van de nieuwe onafhankelijke Egyptenaren: het etnisch-territoriale Egyptisch nationalisme, het seculiere Arabisch nationalisme/panarabisme en het islamisme. Het Egyptische nationalisme dateert van voor vele tientallen jaren voor zijn Arabische tegenhanger met wortels in de 19de eeuw en wordt de dominante manier van uitdrukken van de Egyptische antikoloniale activisten en intellectuelen tot in de vroege 20e eeuw. Het Arabisch nationalisme bereikte een hoogtepunt onder Nasser maar verdween onder Sadat, ondertussen wordt de ideologie van het islamisme aangehangen door islamisten zoals de Moslimbroederschap die met name aanwezig is in kleine segmenten van de lagere middenklasse van de Egyptische samenleving.
Het werk aan het begin van de 19e-eeuwse geleerde van Rifa'a et-Tahtawī heeft geleid tot de Egyptische Renaissance. Het markeerde de overgang van het Middeleeuwse naar het Vroegmoderne Egypte. Zijn werk hernieuwde de interesse in de Egyptische oudheid en stelde de Egyptische samenleving bloot aan de principes van de Verlichting. Tahtawī was met onderwijs reformer Ali Mubarak medeoprichter van een school in Egyptologie die voor inspiratie keek naar middeleeuwse Egyptische geleerden zoals Suyuti en Maqrlzl die de geschiedenis, taal en oudheden van Egypte bestudeerden.
De Egypte renaissance bereikte een hoogtepunt in de late 19e en begin 20e eeuw door het werk van mensen als Mohammed Abduh, Ahmed Lutfi el-Sayed, Mohammed Loutfi Goumah, Tawfiq el-Hakim, Louis Awad, Qasim Amin, Salama Moussa, Taha Hussein en Mahmoud Mokhtar. Ze smeedden een liberaal pad voor Egypte, uitgedrukt als een verbintenis tot persoonlijke vrijheid, secularisme en het geloof in de wetenschap om de voortgang te brengen.

### Media
De Egyptische media zijn zeer invloedrijk in de hele Arabische wereld wat wordt toegeschreven aan een groot publiek en het vergroten van de persvrijheid. De persvrijheid van de media is gegarandeerd in de grondwet, echter veel andere wetten beperken nog steeds dit recht. Na de Egyptische presidentsverkiezingen van 2005 werd door Ahmed Selim van het ministerie van informatie verklaard dat een tijdperk van een "vrije, transparante en onafhankelijke Egyptische media." was aangebroken.
Vandaag de dag ervaart de Egyptische media veel vrijheid. Verschillende Egyptische Talkshows en zelfs de staatstelevisieprogramma's zoals El-Beit beitak hebben kritiek op de regering, wat eerder verboden was.

### Muziek
De Egyptische muziek is een rijke mengeling van inheemse, mediterrane, Afrikaanse en westerse elementen. In de oudheid speelden de Egyptenaren harpen en fluiten, waaronder twee inheemse instrumenten: de ney en de oed. Percussie en vocale muziek werd ook een belangrijk onderdeel van de lokale muzikale traditie sinds die tijd. Vanaf de jaren 1970 is de Egyptische popmuziek steeds belangrijker geworden in de Egyptische cultuur, terwijl de Egyptische volksmuziek nog steeds wordt gespeeld tijdens bruiloften en andere festiviteiten. Umm Kulthum (1904?-1975) behoort nog steeds tot de beroemdste en meest geliefde zangeressen in de Arabische wereld. Enkele van de meest prominente hedendaagse Egyptische popzangers zijn Amr Diab en Mohamed Mounir.

### Keuken
Omdat vlees in Egypte lange tijd relatief duur is geweest en land- en tuinbouwproducten goedkoop, is er in de Egyptische keuken een traditie van vegetarische gerechten ontstaan. Koshari of kushari (Arabisch: كشري ) is het nationale gerecht. Het is een mix van o.a. rijst, linzen en macaroni, overgoten met een pittige tomatensaus. Verder is falafel er een populair gerecht. De ook elders in het Midden-Oosten veel gegeten soep molokhyah, Arabisch: ملوخية , kent veel specifiek Egyptische varianten. Hoofdingrediënt is het blad van de plant corchorus olitorius, verwant aan jute.

### Sport
De Egyptische sportcultuur is sterk beïnvloed door de Britse, omdat Egypte in de 19e en vroege 20e eeuw politiek door het Verenigd Koninkrijk beheerst werd. Britse bestuursfunctionarissen en militairen brachten de in hun vaderland bekende sporten mee naar Egypte.
Zoals in veel andere landen, is ook in Egypte voetbal de meest bedreven en bekeken sport. De derby tussen de twee grootste voetbalclubs van de regio Cairo, Al-Ahly en Al-Zamalek, is iedere keer weer een groot evenement. Ook Al-Masry uit Port-Said moet hier genoemd worden. Egyptisch voetbal kan, zeker in combinatie met politieke sentimenten, de emoties hoog doen oplopen en stadionrellen zijn er geen uitzondering. Op 1 februari 2012 eindigde een wedstrijd tussen Al-Masry en Al-Ahly in de tragische Port Said-stadionramp. Het nationaal voetbalelftal van Egypte presteert wisselend in de Africa Cup, maar als het door de kwalificatierondes komt, behoort de Egyptische ploeg tot de favorieten voor een topklassering. De Africa Cup werd gewonnen in 1957, 1986, 1998, 2006, 2008 en 2010.
Ook duiksport, tennis, en vooral squash zijn in Egypte ingeburgerd geraakt, vooral in de betere kringen en in de milieus van op West-Europa georiënteerde mensen.
Squash is een van de weinige sporten, waarin Egypte tot de absolute wereldtop behoort.

## Economie

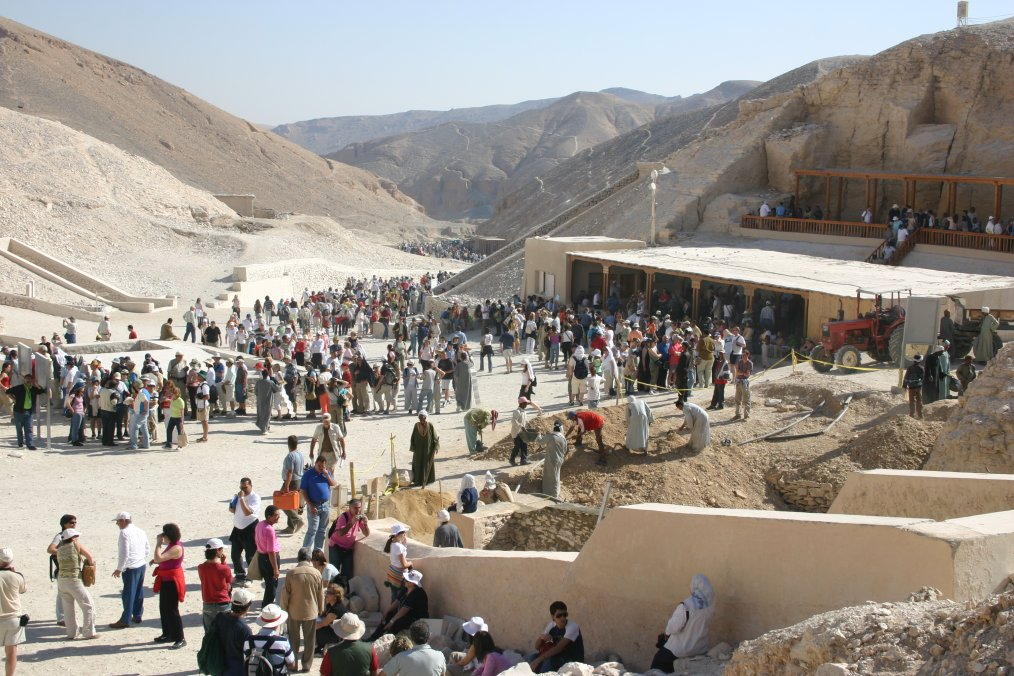
Toerisme, zoals hier in de Vallei der Koningen bij Luxor, is een belangrijk onderdeel van de Egyptische economie.

De Egyptische economie is een van de meest gediversifieerde van het Midden-Oosten. In 2019 had Egypte een bbp van 314 miljard dollar tegen de officiële wisselkoers. Op koopkrachtbasis was het 1264 miljard dollar, dit is 11.600 dollar per inwoner in 2021. Het bbp groeide met 5,6 procent in 2019, met 3,6 procent in 2020 en met 3,3 procent in 2021. Naar sectoren gemeten werd het bbp in 2017 voor 12 procent gerealiseerd door de landbouw, 34 procent door de industrie en 54 procent door de dienstensector. Het aandeel van de bevolking dat werkzaam is in de landbouw is hoger.
Naast de land- en tuinbouw is de olie- en gaswinning een belangrijke economische activiteit. Egypte is geen lid van de OPEC waardoor het niet gebonden is aan exportquota voor aardolie. Het land is wel lid van de Organization of Arab Petroleum Exporting Countries (OAPEC). In 1907 werd de eerste olie aangetoond en de productie startte in 1914. Per eind 2017 bedroegen volgens BP de reserves 3,3 miljard vaten gelijk aan 0,2 procent van de wereldwijde totaal. Dit is voldoende om het huidige productietempo nog 14 jaar vol te houden. In 2022 produceerde het land 613.000 vaten olie per dag (vpd), in 2012 was dit nog 715.000 vpd en de productie zit in een trendmatige daling. In Egypte is de laatste decennia veel aardgas gevonden. De reserves bereikten een niveau van 1800 miljard m³ in 2017, ongeveer driemaal zoveel als in Nederland, terwijl in 1989 de gasreserves nog op 350 miljard m³ werden getaxeerd. De gasproductie is in lijn gestegen van 21 miljard m³ in 2000 naar 59,0 miljard m³ in 2010 en, na een daling tot 40 miljard m³ in 2016 weer gestegen naar 65 miljard in 2022. Veel gas wordt als lng geëxporteerd. Egypte beschikt nog over bescheiden steenkoolreserves. De reserves van circa 50 miljoen ton liggen vooral in de Sinaï en is van matige kwaliteit. De steenkool werd vooral in Egypte gebruikt door de industrie en bij de opwekking van elektriciteit. Dankzij de gasvondsten wordt steenkool door aardgas verdrongen als brandstof.
In 2014 produceerde het land 80 miljoen ton olie-equivalent (Mtoe), 96 procent fossiele energie. (1 Mtoe = 11,63 TWh, miljard kilowattuur). Dat was genoeg voor de energievoorziening, het TPES (total primary energy supply): 75 Mtoe. Het land exporteerde 4 Mtoe fossiele brandstof meer dan het importeerde. Van de energie ging ongeveer 24 Mtoe verloren bij conversie, vooral bij elektriciteitsopwekking met olie en gas. 7 Mtoe werd gebruikt voor niet-energetische producten zoals smeermiddelen, asfalt en chemicaliën. Voor eindgebruikers resteerde 45 Mtoe waarvan 13 Mtoe = 147 TWh elektriciteit. De uitstoot van kooldioxide was 173 megaton, dat is 1,9 ton per persoon, veel minder dan het wereldgemiddelde 4,5 ton per persoon.
Om de groei van de uitstoot van CO2 te beperken sloot Egypte met Rusland een akkoord voor de bouw van een kerncentrale aan de Middellandse Zeekust bij El Dabaa met een capaciteit van 4800 MW verdeeld over vier eenheden. Hiermee zou de centrale circa 20% van de energie van het land produceren. Met de bouw is eind 2022 een aanvang gemaakt en de eerste eenheid kan in 2026 de productie starten. De vierde een laatste eenheid zal in 2030 op het net worden aangesloten. De kosten van het project worden geraamd op 30 miljard dollar en Rusland heeft hiervoor een lening versterkt van 25 miljard dollar.
Egypte kent een groot tekort op de handelsbalans. In het fiscale jaar 2008/'09, loopt van 1 juli tot en met 30 juni, exporteerde het voor 25 miljard dollar, maar importeerde goederen ter waarde van 50 miljard dollar. De buitenlandse handel in aardolie is redelijk in evenwicht, maar de export van aardgas leverde circa 3 miljard dollar op. Dankzij een groot overschot op dienstenbalans wordt het handelstekort aanzienlijk verkleind. Vooral inkomsten uit toerisme, 10,5 miljard dollar, en opbrengsten van het Suezkanaal (4,7 miljard dollar) dragen hieraan bij. Sinds de politieke onlusten van 2011 is het aantal toeristen echter sterk gedaald. Ten slotte maken veel Egyptenaren die in het buitenland werken grote sommen geld over naar huis (7,6 miljard dollar). Egypte exporteert naast olieproducten vooral halffabricaten en voedingsmiddelen (rietsuiker en dadels). De belangrijke importproducten waren voedingsmiddelen, machines, consumptiegoederen en chemische producten.
De regering van Egypte had in 2008/'09 een begrotingstekort van 7 procent van het BNP. De inkomsten bedroegen 27,8 procent van het BNP en de uitgaven 34,4 procent. Een grote uitgavepost zijn subsidies op voedsel en energie. De energiesubsidie was gelijk aan 6 procent van het BNP, dit is circa een zesde van alle overheidsuitgaven. De overheid had plannen de subsidie op brandstoffen volledig af te schaffen in 2010, maar de globale financiële crisis van 2009 hebben de plannen vertraagd tot 2014.
De munteenheid is het Egyptisch pond (koers: 1 Egyptisch pond is 0,02 euro waard; maart 2024).
The World Factbook van de CIA meldt de volgende cijfers over de Egyptische economie over 2021 (tenzij anders weergegeven):
- Export: 58,3 miljard dollar. Belangrijkste bestemmingen: Verenigde Staten (8%), Turkije (7%), Griekenland (7%), Italië (6%) en India (5%)
- Import: 94,0 miljard dollar. Belangrijkste partners: China (18%), Saoedi Arabië (9%), Verenigde Staten (6%), Turkije (5%) en Rusland (5%)
- Bruto binnenlands product (bbp, obv koopkrachtpariteit): 1264 miljard dollar
- idem per hoofd van de bevolking: 11.600 dollar (2019)
- Bruto binnenlands product (officiële wisselkoers): 324 miljard dollar (2019)
- Samenstelling: landbouw 12%, industrie 34%, diensten: 54% (2017)
- Reëel groeicijfer: 3,3%
- Werkloosheid: 9,3%
- Bevolking onder armoedegrens: 32,5% (2017).
- Begroting: ontvangsten 71 miljard dollar, uitgaven 100 miljard dollar
- Inflatie: 5,2%